# Таранченко Віктор Олександрович
Ві́ктор Олекса́ндрович Тара́нченко (19 жовтня 1938, Сватове, Луганська область — 18 жовтня 2021) — український скульптор, член НСХУ (1970), заслужений художник України (1996).

## Життєпис
1964 року закінчив Київський державний художній інститут, педагоги з фаху — О. Олійник, М. Вронський, М. Лисенко.
Активно працює в галузі монументальної, меморіальної і станкової скульптури. Свій творчий шлях розпочав у Луцьку скульптором Волинських художньо-виробничих майстернях Художнього фонду України, де створив портрети підпільників КПЗУ Каспрук В. О. (1964) і Петронюка Р. В. (1965). У 1966 році переведений «Укрхудожфондом» на роботу скульптором у Житомирські художньо-виробничі майстерні Художнього фонду України. Постійно мешкає та працює в Житомирі. Автор пам'ятників на Житомирщині присвячених подіям Великої Вітчизняної війни, її героям, видатним діячам історії і культури, у тому числі Т. Г. Шевченку в Радомишлі (1971), на честь жертв Великої Вітчизняної війни в м. Олевську (1984), загиблим воїнам-радистам у Комсомольське (1986), Герою Радянського Союзу О. Д. Бородію в м. Житомирі (1990), меморіального ансамблю «Рубіж мужності» в с. Осівці (1994), меморіалу «Жертвам фашизму 1941—1943» в північно-західному районі Житомира (2005), меморіальні дошки героям війни і діячам культури (Героям Радянського Союзу В. К. Баранову, 1975 та К. М. Леселідзе, 1987; українському драматургу І. А. Кочерзі 1981, Т. Г. Шевченку у Звягелі, 1993; Лесі Українці у Житомирі, 1997 та ін.). У 1968—2016 рр. брав участь у 12 монументальних конкурсах: всесоюзному: на кращий форпроєкт пам'ятника загиблим радянським громадянам у результаті аварії на Чорнобильській АЕС у Москві, 1988; республіканському: на кращий форпроект пам'ятника жертвам репресій 30-х-40-х на початку 50-х років у Києві (Биківня), 1990; обласному: на кращий пам'ятний знак «Закоханим» у Звягелі, 2001; обласному на кращий проєкт символіки (герба і прапора) Житомирської області, 2002; обласному на кращий проект пам'ятного знаку «Жертвам голодомору 1932—1933 рр.» 2003; обласному на кращий проект пам'ятного знаку «Героям Небесної Сотні» в Житомирі, 2016 та ін..
У творчості залишається вірним послідовником М. Г. Лисенка, який надихав його на пошуки оригінальних композиційних рішень, лаконічності, монументальності, архітектонічності і виразності силуету, експресії, внутрішньої сили і руху людського тіла і характеру. Творам В.Таранченка притаманні тонкий психологізм, романтична піднесеність, поетичність. В портретах досягає інтелектуальної наповненості, емоційної тонкості образу, глибокого проникнення в характер героїв. Цьому підпорядковані: конструктивність побудови скульптурних форм і майстерність ліплення (портрет батька, 1977; портрет українського драматурга І. А. Кочерги, 1982; портрет М. С. Грушевського, 2001; барельєф Т. Г. Шевченка «Думи мої, думи мої…» 2015 та ін..
Кандидат мистецтвознавства В. Афанасьєв так відгукнувся про нову творчу роботу скульптора: «Жарке літо 1941-го»: В. Таранченка привертає увагу не лише виразною пластичною мовою, ретельним опрацюванням кожної деталі, а й переконливим відтворенням ситуації, настрою, своєрідної поезії воєнного часу.
З 1964 року В. Таранченко бере участь у республіканських, всесоюзних і всеукраїнських виставках та у виставках закордоном. У 1978 і 1988 роках у Житомирі відбулися персональні виставки. Твори зберігаються в історично- краєзнавчих музеях Бреста (Білорусь), Житомира, Луцька, Яготинському історичному музеї, Житомирському музеї пожежної охорони, Всеукраїнському товаристві «Просвіта» імені Т. Г. Шевченка в Києві, Сватівському краєзнавчому музеї Луганської області, музеї-кімнаті Андрушівського цукрового заводу Житомирської області, шкільному музеї Степанівської середньої школи Ємільчинського району Житомирської області, Житомирському обласному відділенні Українського фонду культури, Вінницькому обласному управлінні культури, Житомирській обласній Раді, Дирекції виставок Національної Спілки художників України, Національній Спілці письменників України.
1979—1984 рр. — відповідальний секретар Житомирської організації Національної Спілки художників України.
1992—1993 рр. — викладав у Вищому професійному училищі № 17.
1996—1997рр,- Голова правління Житомирської обласної організації Національної спілки художників України.

## Відзнаки
- Почесна грамота Луцького міського КПУ і ЦК ЛКСМУ (1965)
- Почесна грамота Житомирського обласного комітету КПУ (1980)
- Почесна грамота Житомирського міського КПУ (1982)
- Почесна грамота Національної Спілки художників України (1988)
- Почесна грамота Житомирського виконавчого комітету обласної Ради народних депутатів (1995)
- Медаль «Ветеран праці» (1989)

## Творчий доробок

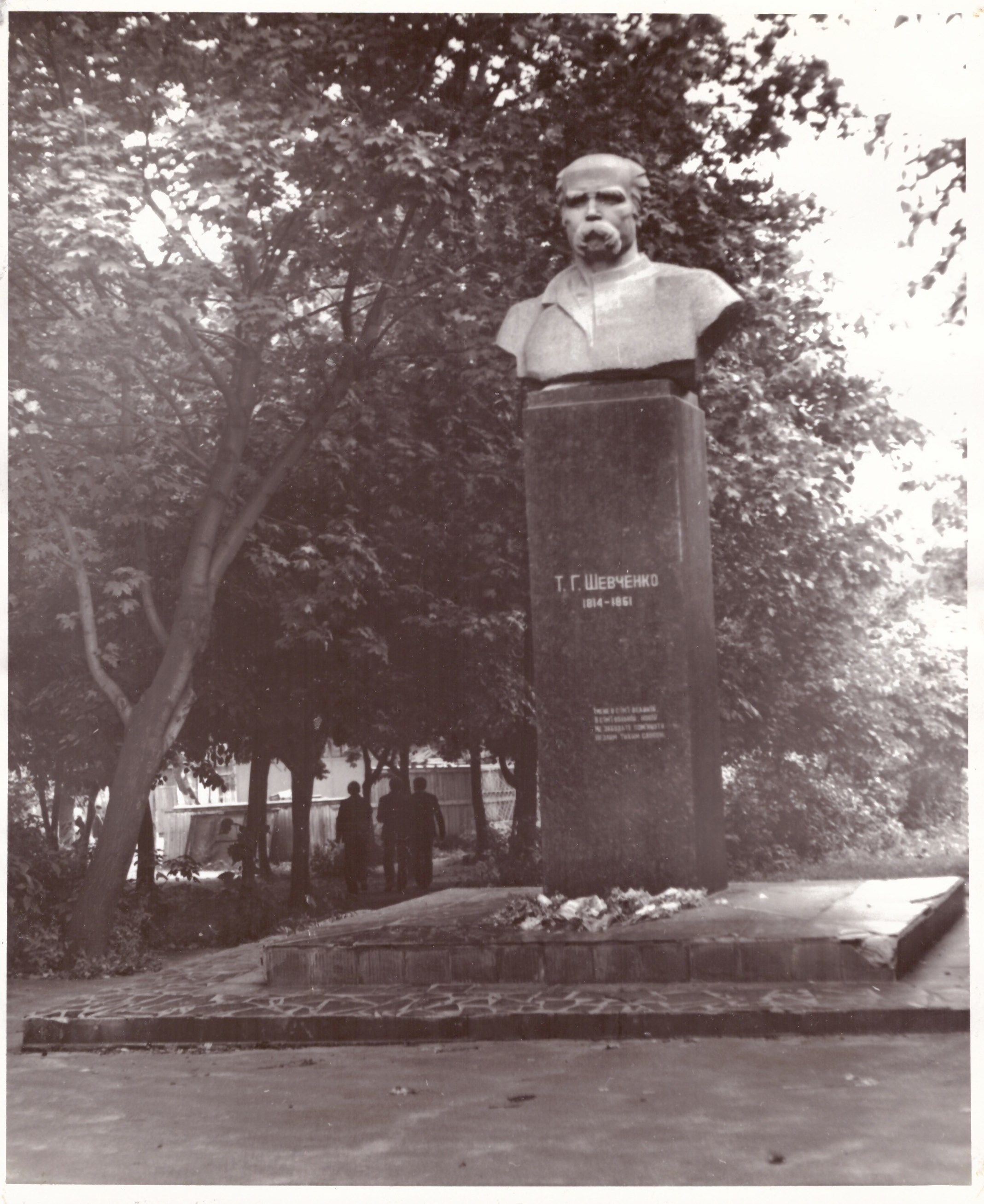
Пам'ятник Т. Г. Шевченку (м. Радомишль, 1971)
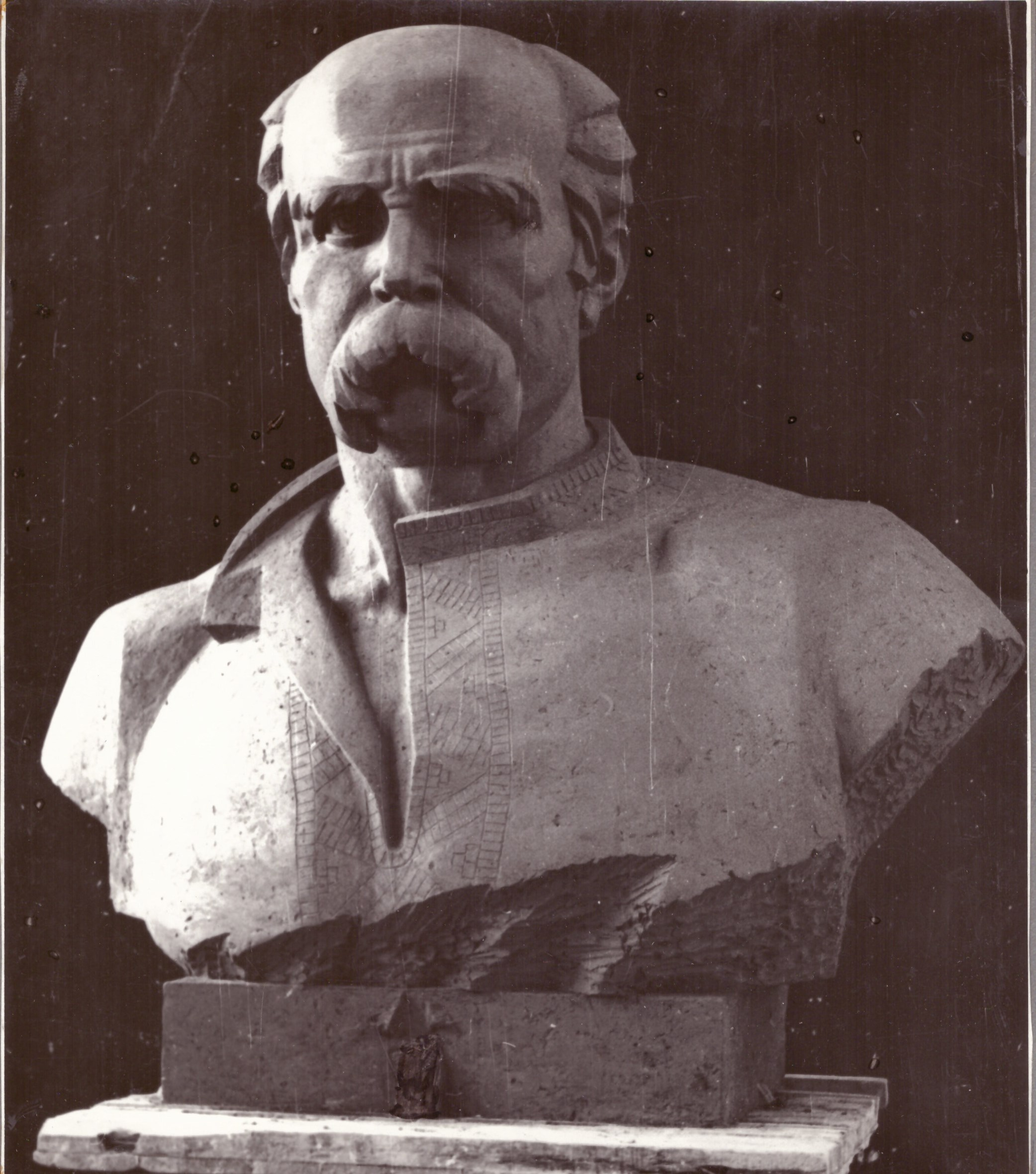
Пам'ятник Т. Г. Шевченку (м. Радомишль, 1971)
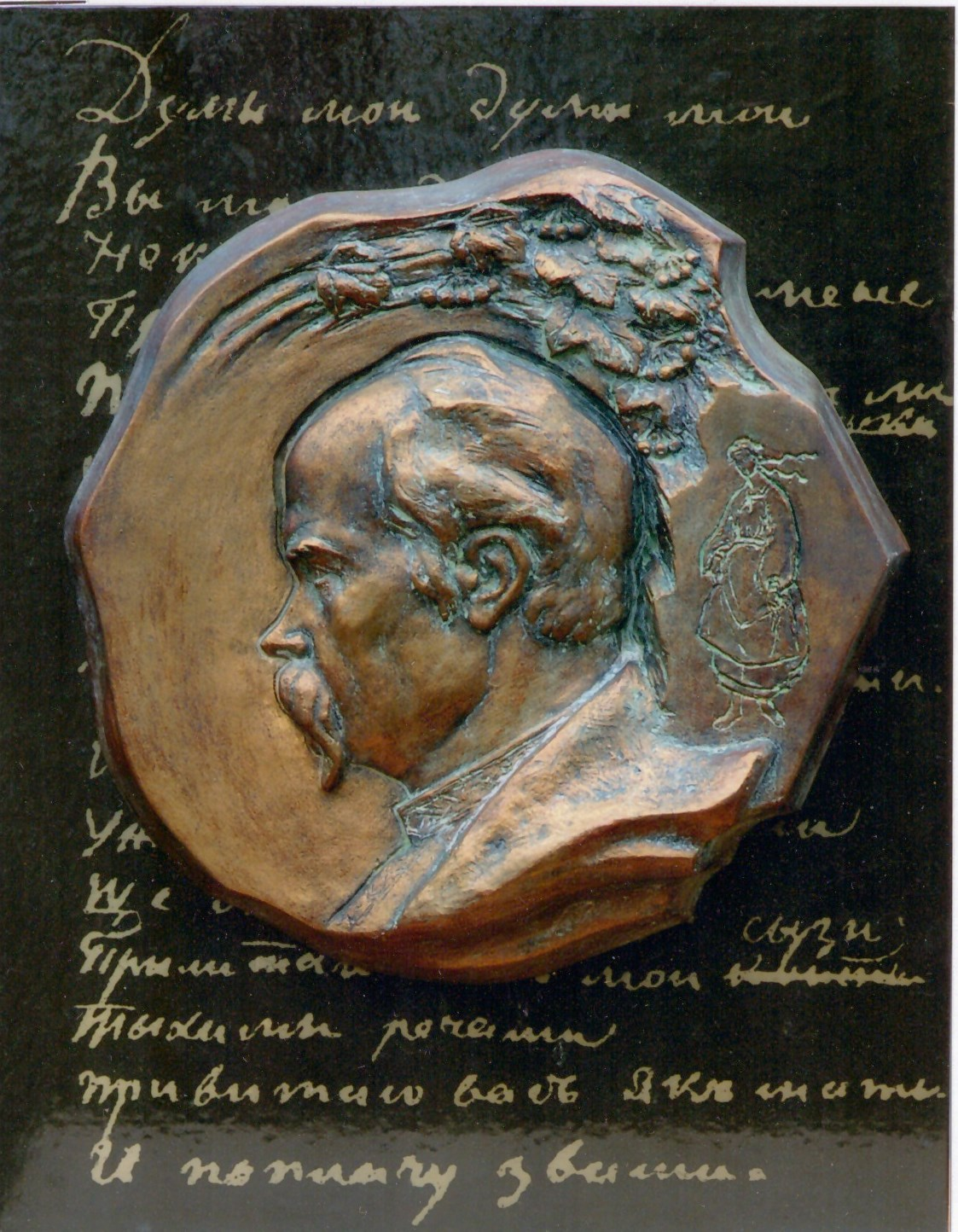
«Думи мої, думи мої …» Т. Шевченко (1996)
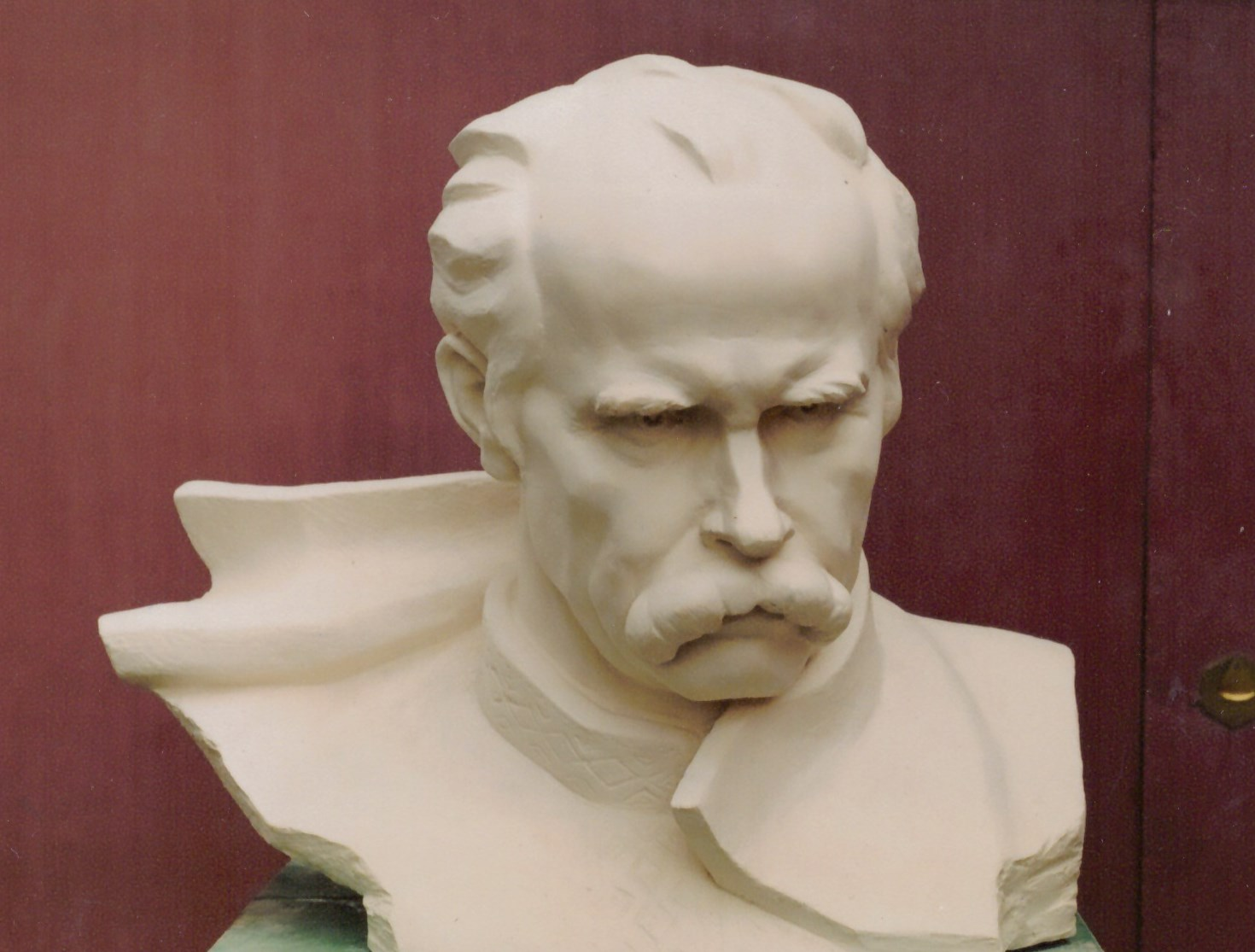
Портрет Шевченко Т. Г. (2001)

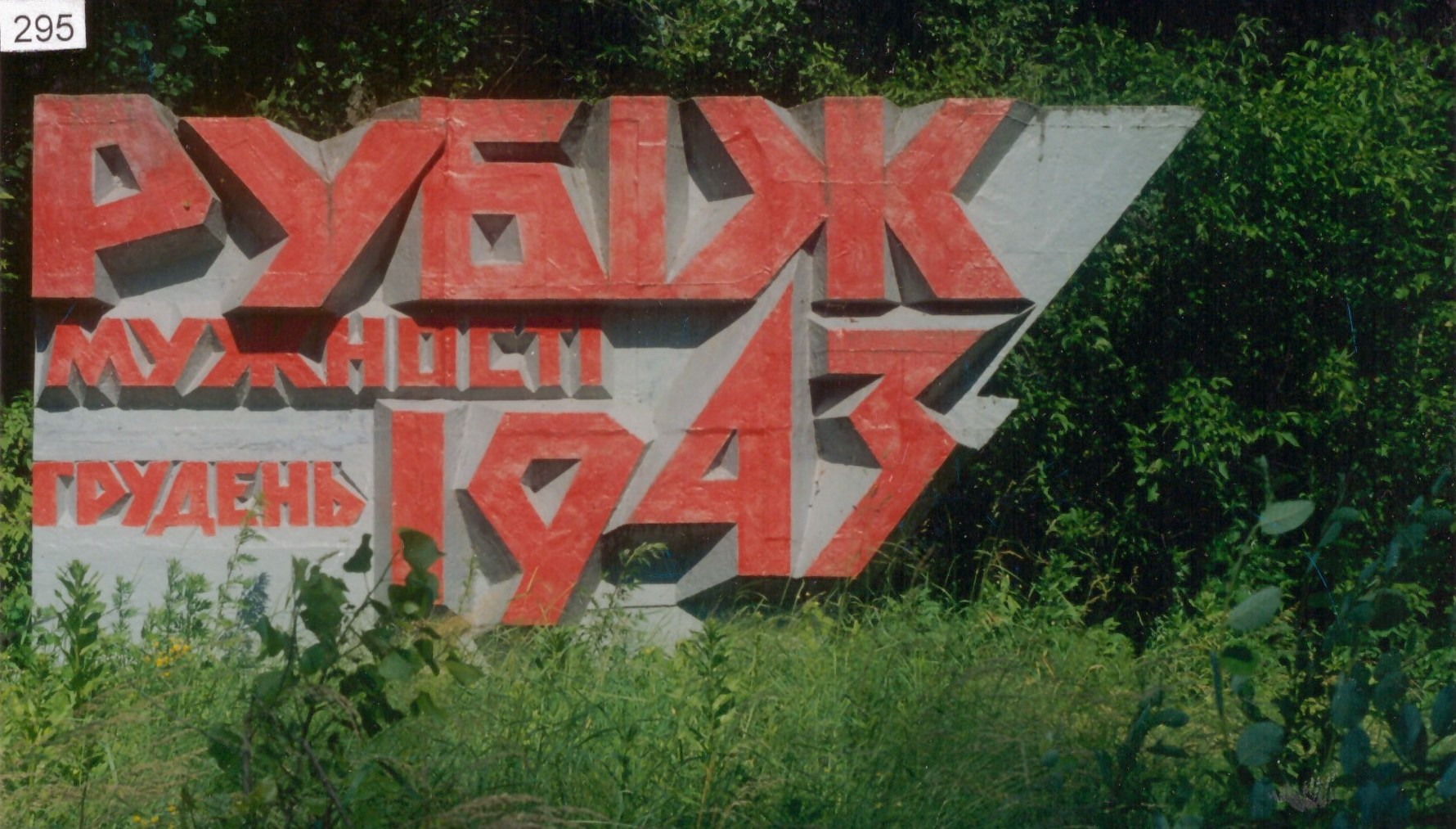
Меморіальний комплекс «Рубіж мужності Грудень 1943» (1994)
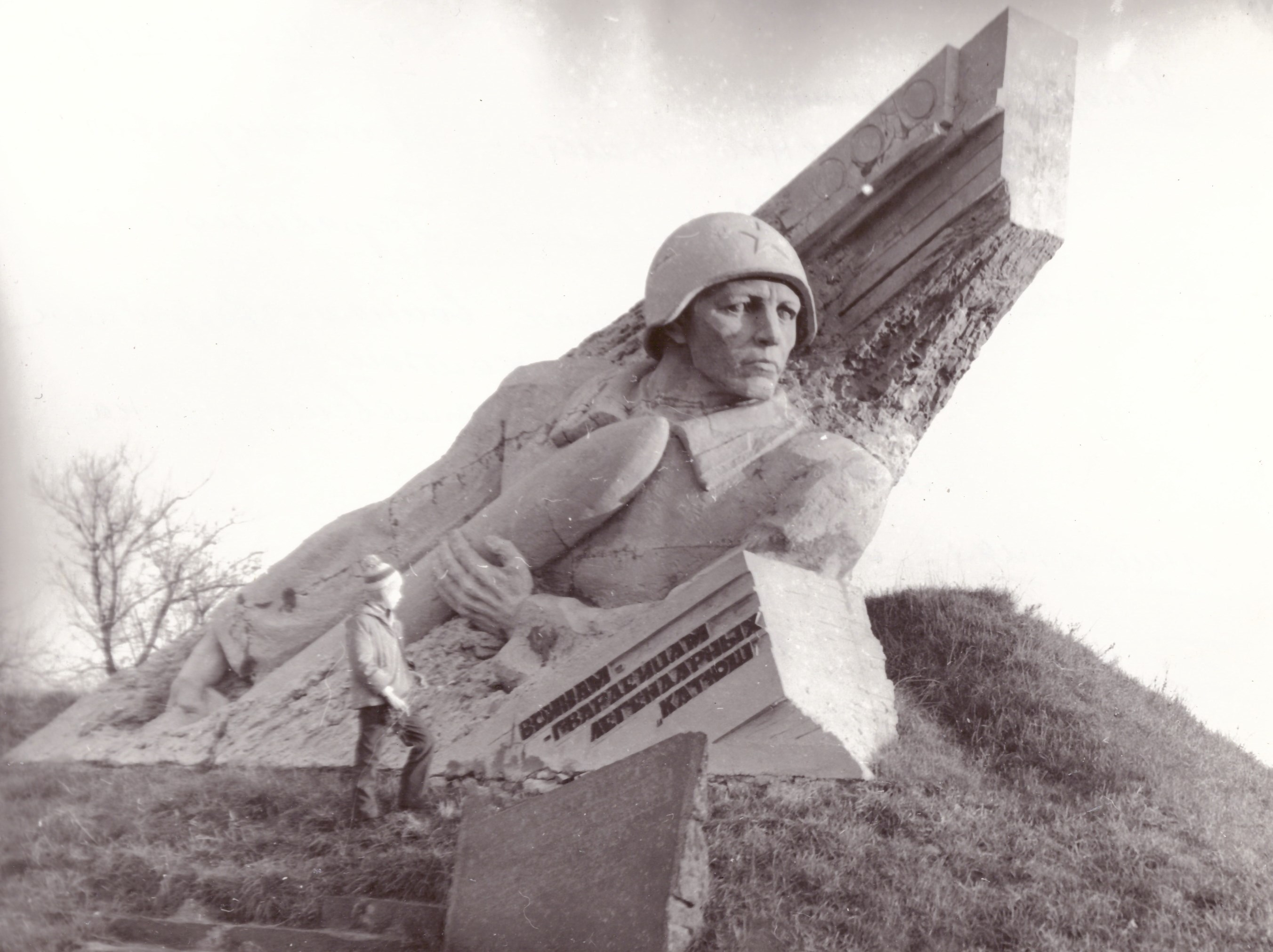
Пам'ятник воїнам-гвардійцям легендарних «Катюш» (1979)
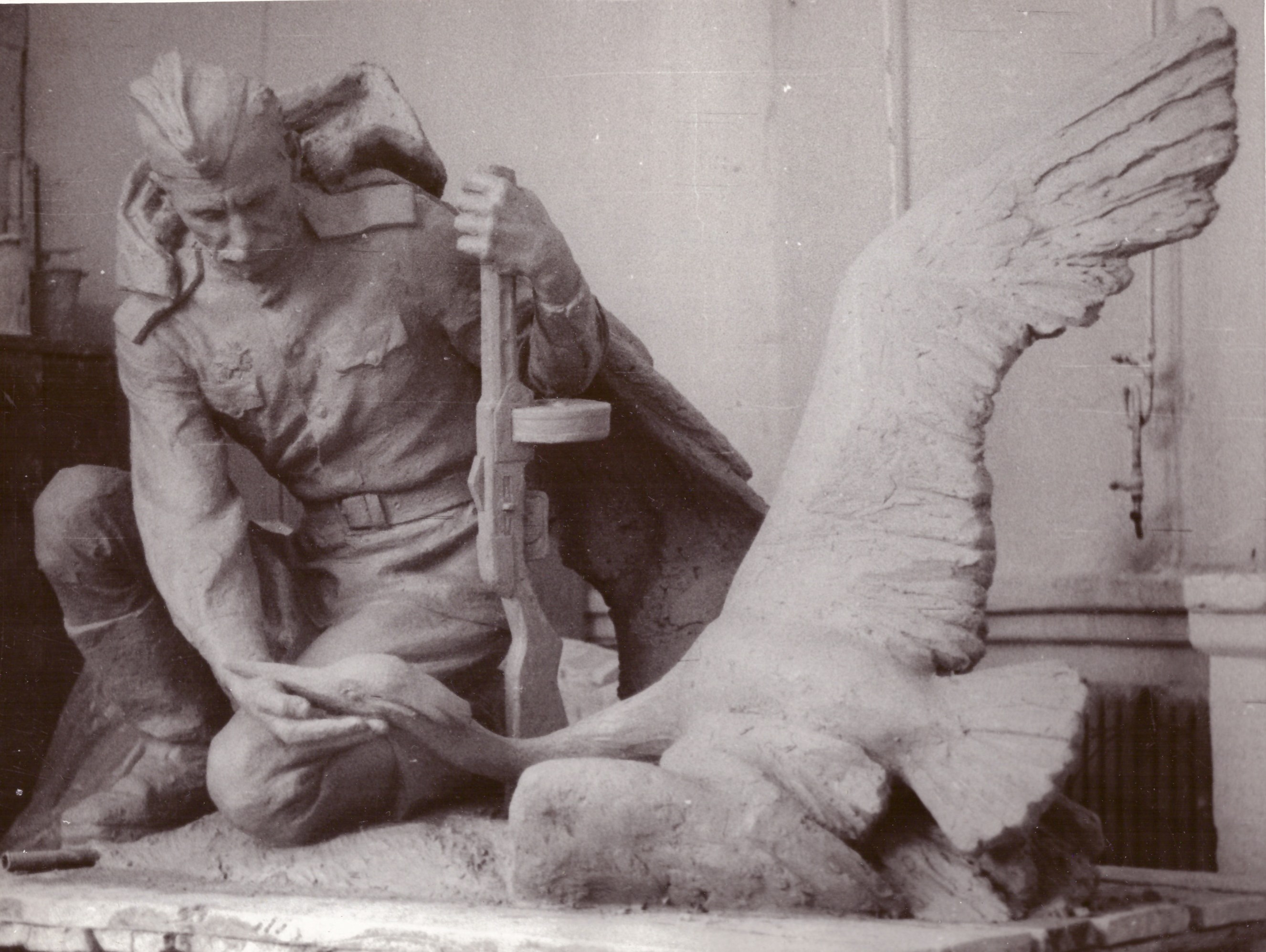
Пам'ятник загиблим радянським воїнам (с. Провалівка, 1986)
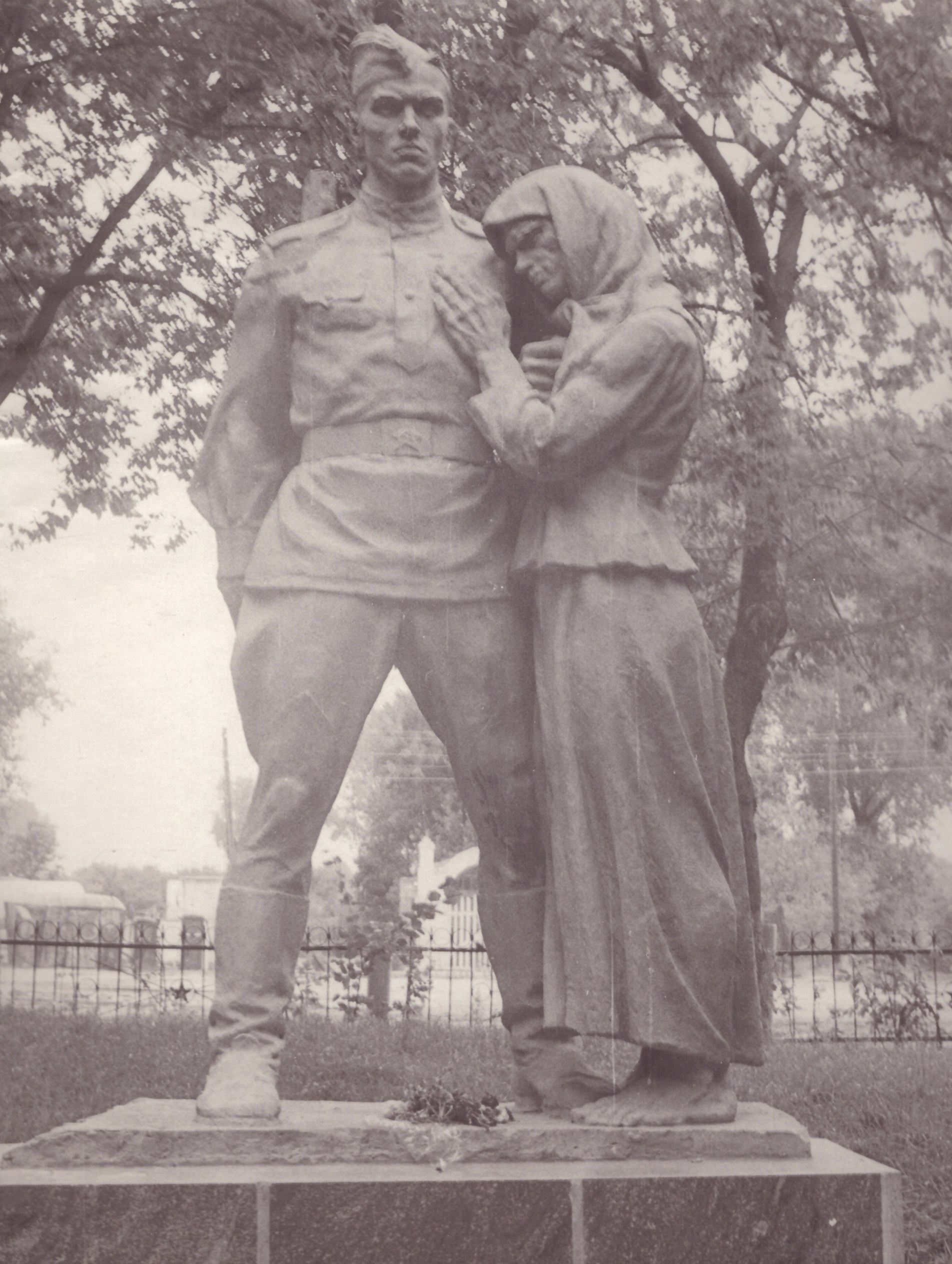
Пам'ятник загиблим воїнам-односельчанам в роки Другої світової (с. Рея, 1975)
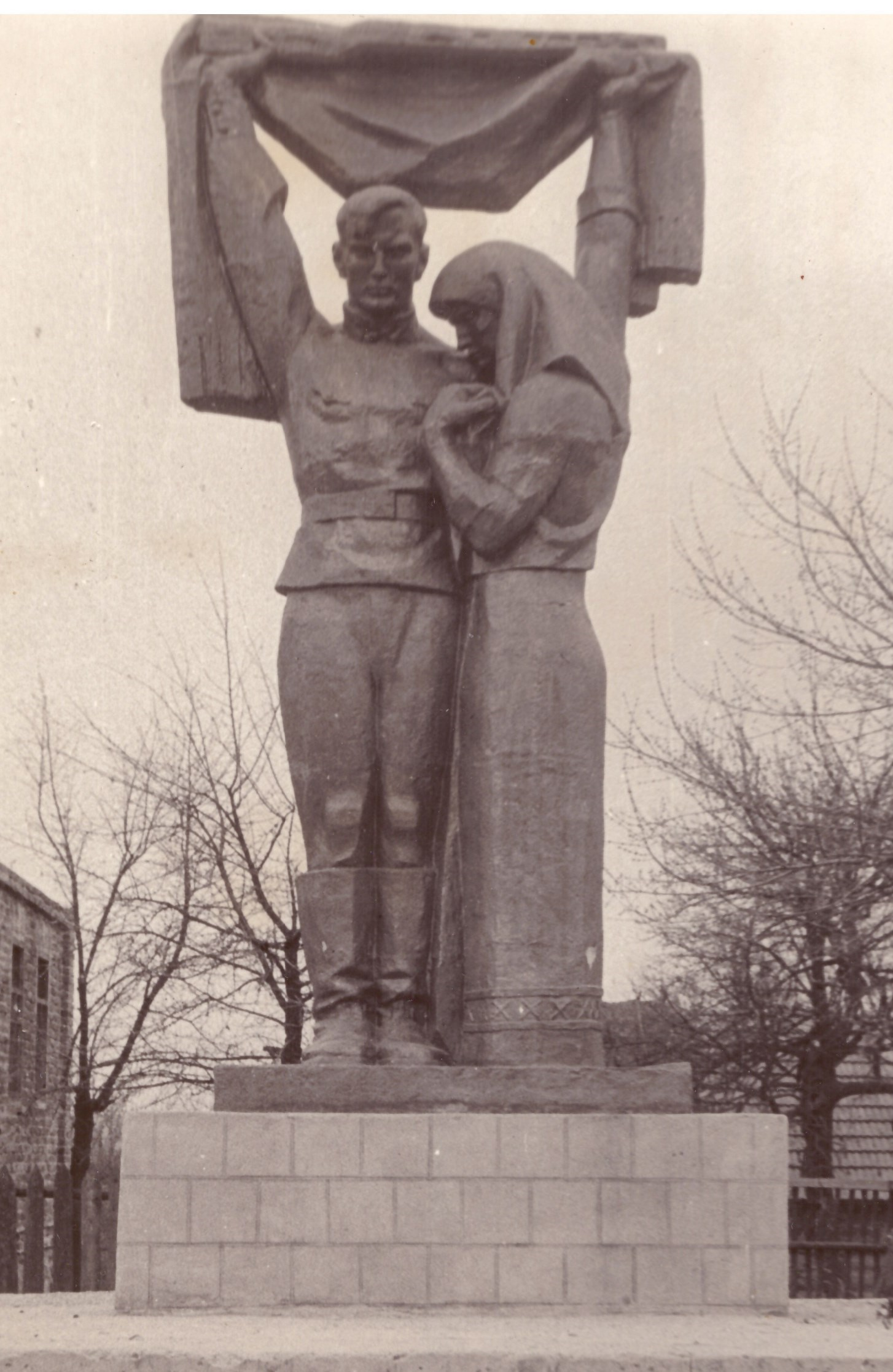
Пам'ятник загиблим воїнам-односельчанам в роки Другої світової (с. Селець, 1970)
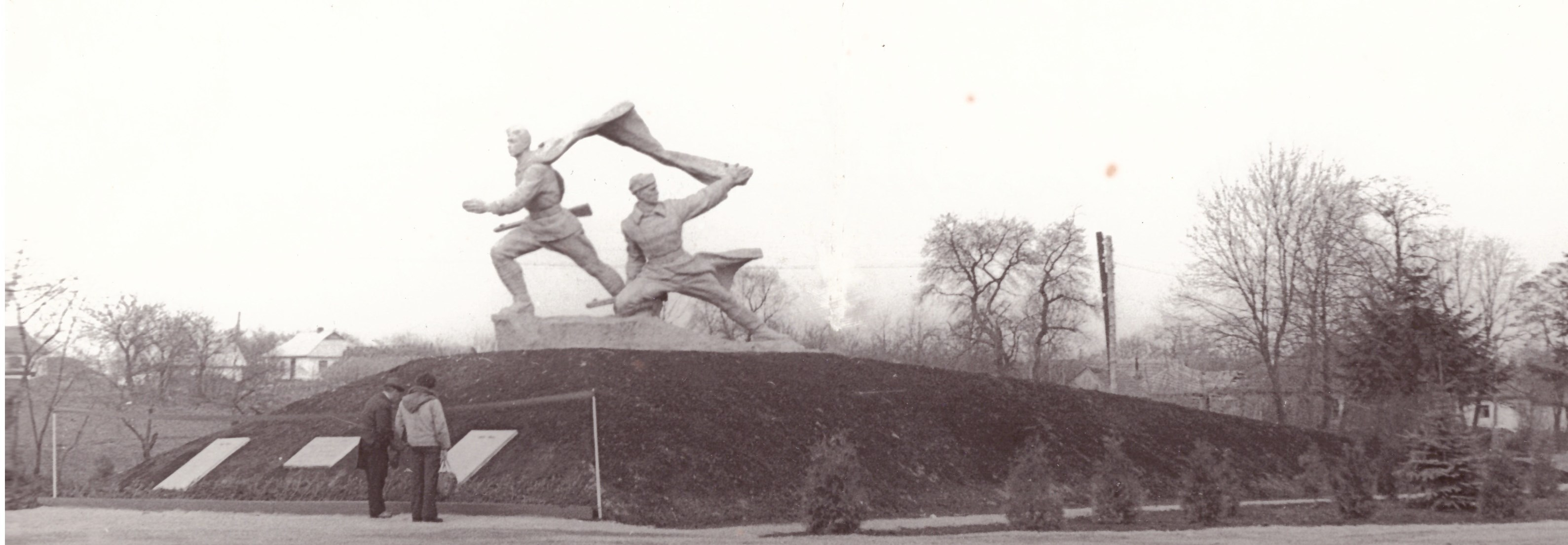
Пам'ятник загиблим воїнам-односельчанам в роки Другої світової (с. Бохни, 1980)

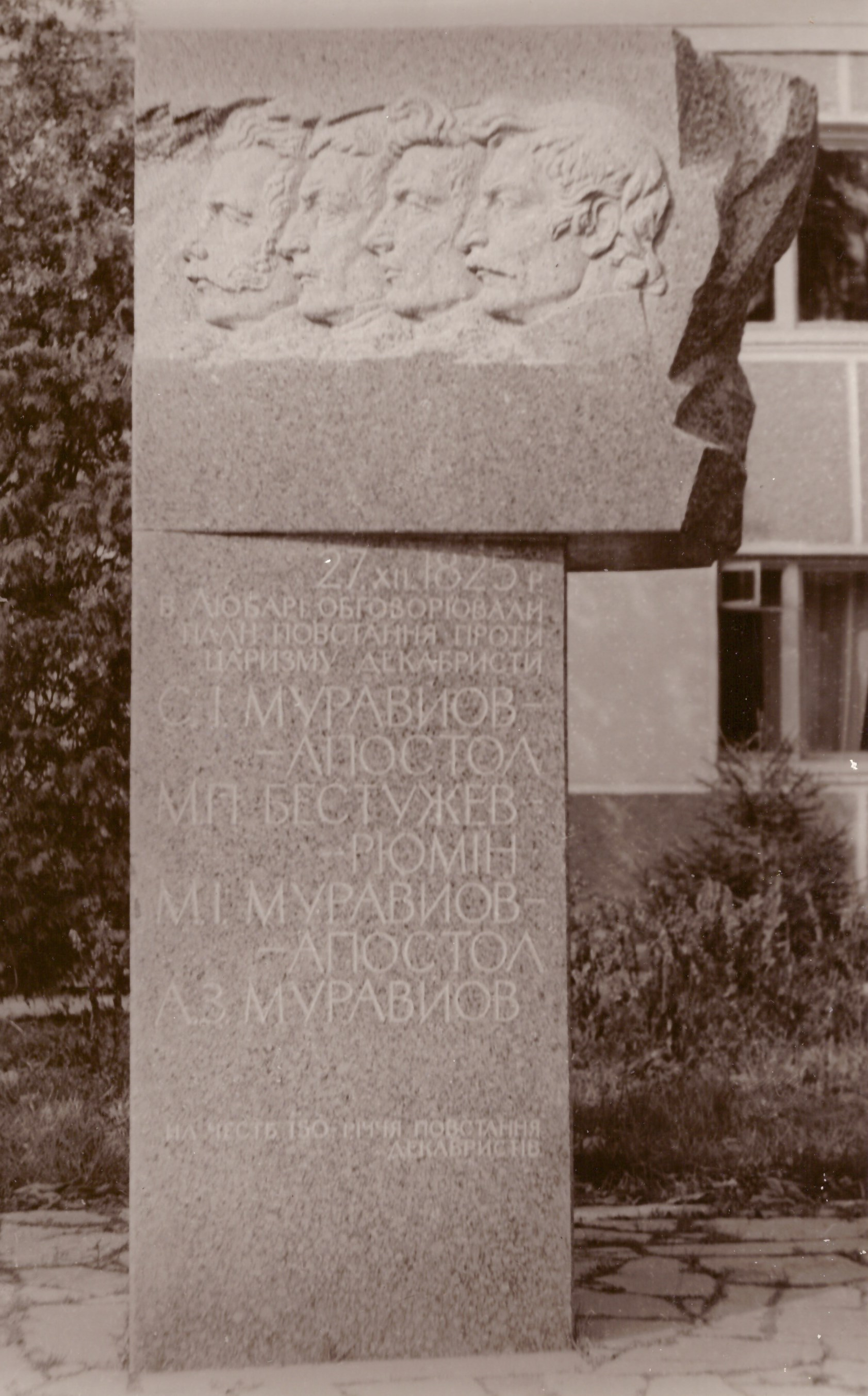
Пам'ятник на честь 150-річчя повстання декабристів (с. Любар, 1983)
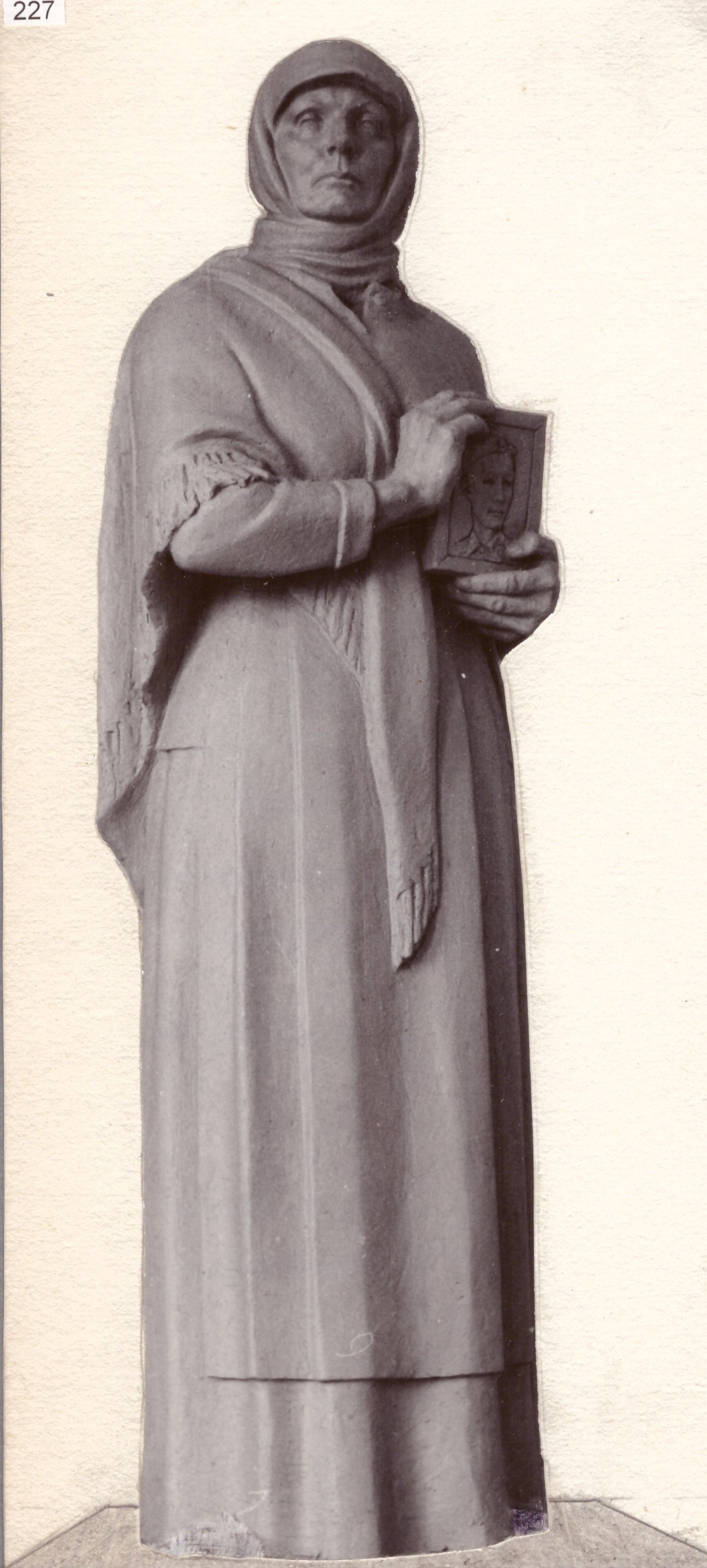
Пам'ятник радянським воїнам загиблим в роки Другої світової (с. Тупальці, 1987)
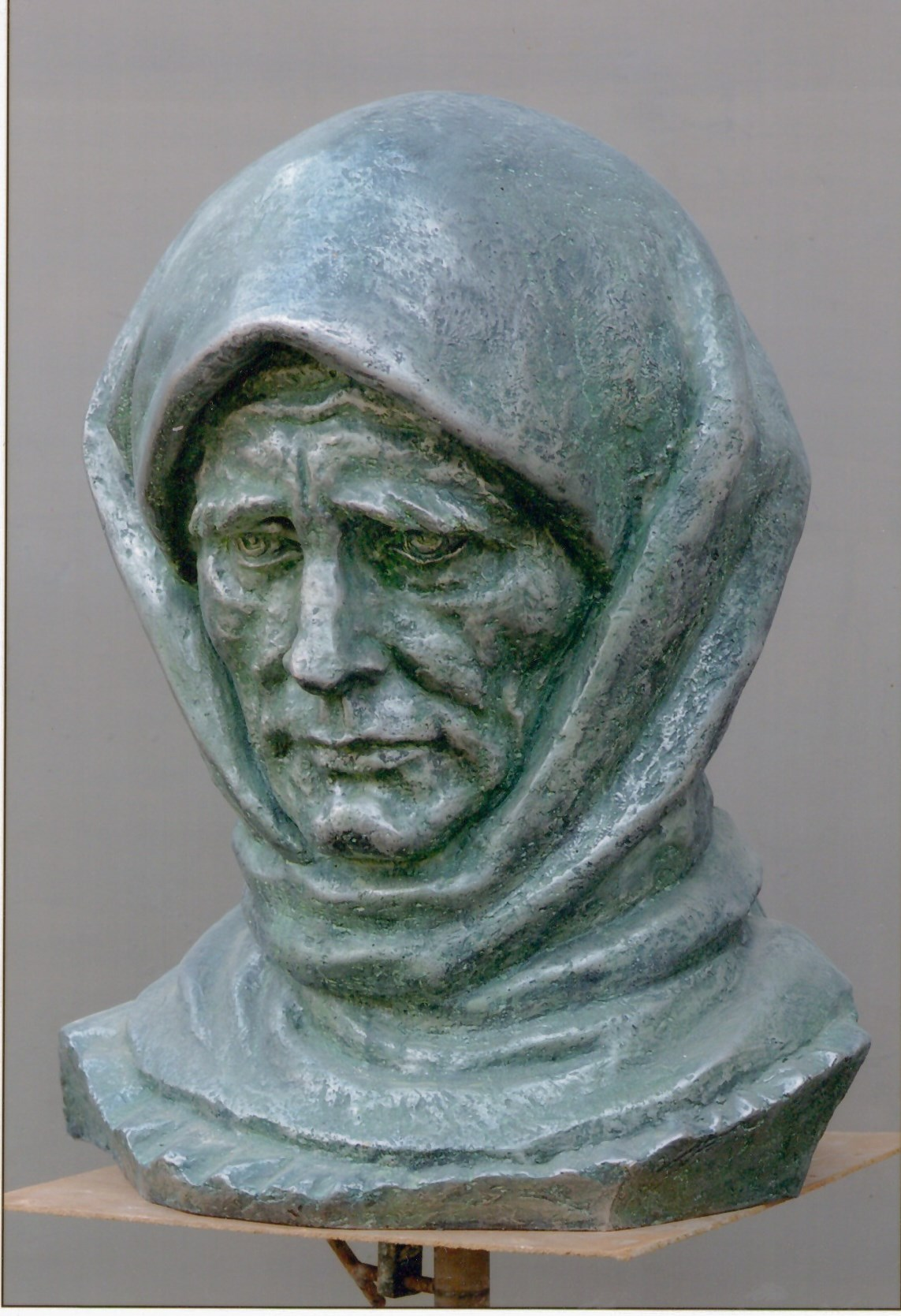
Солдатська вдова (1993)
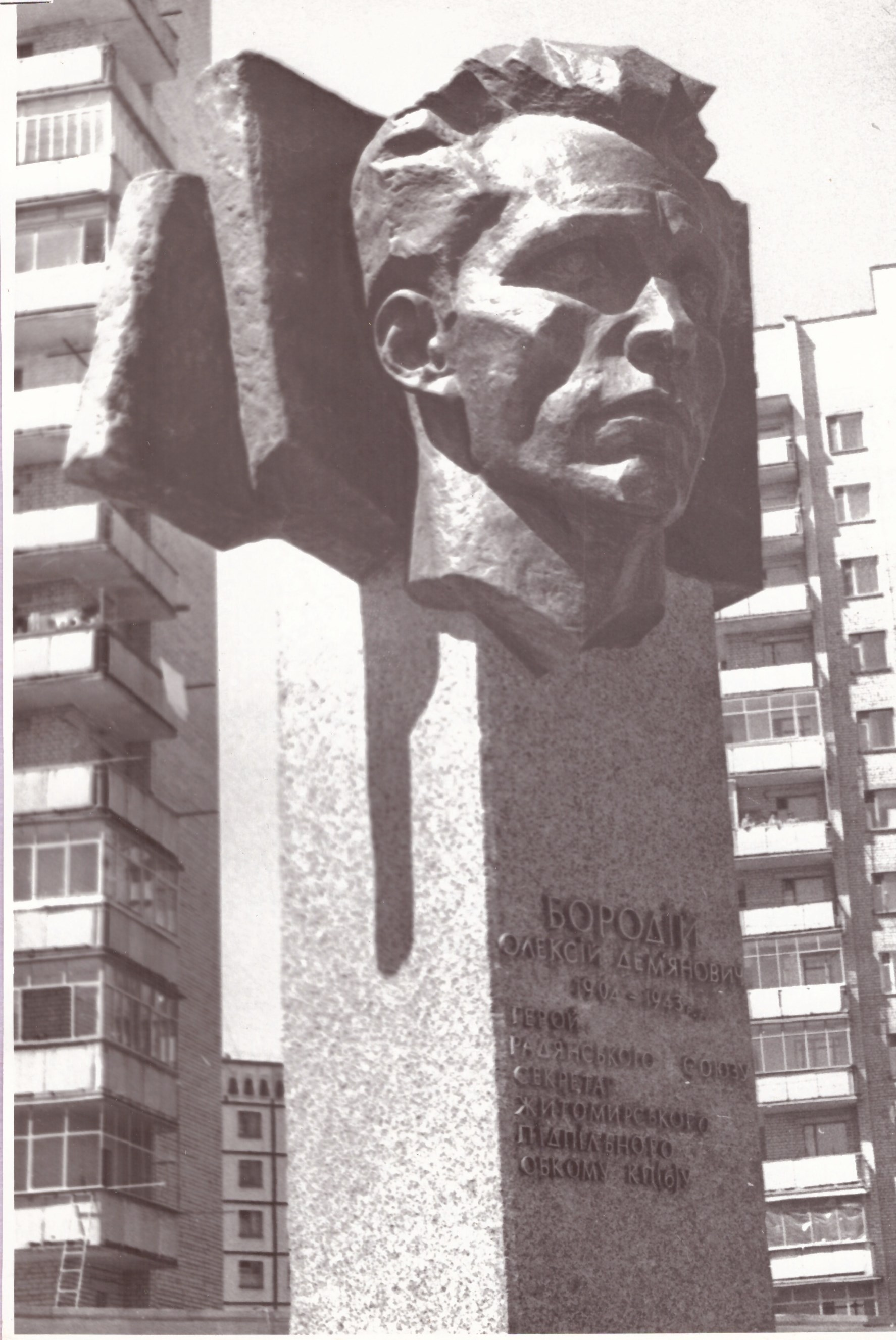
Пам'ятник Бородію О. Д. (м. Житомир, 1990)
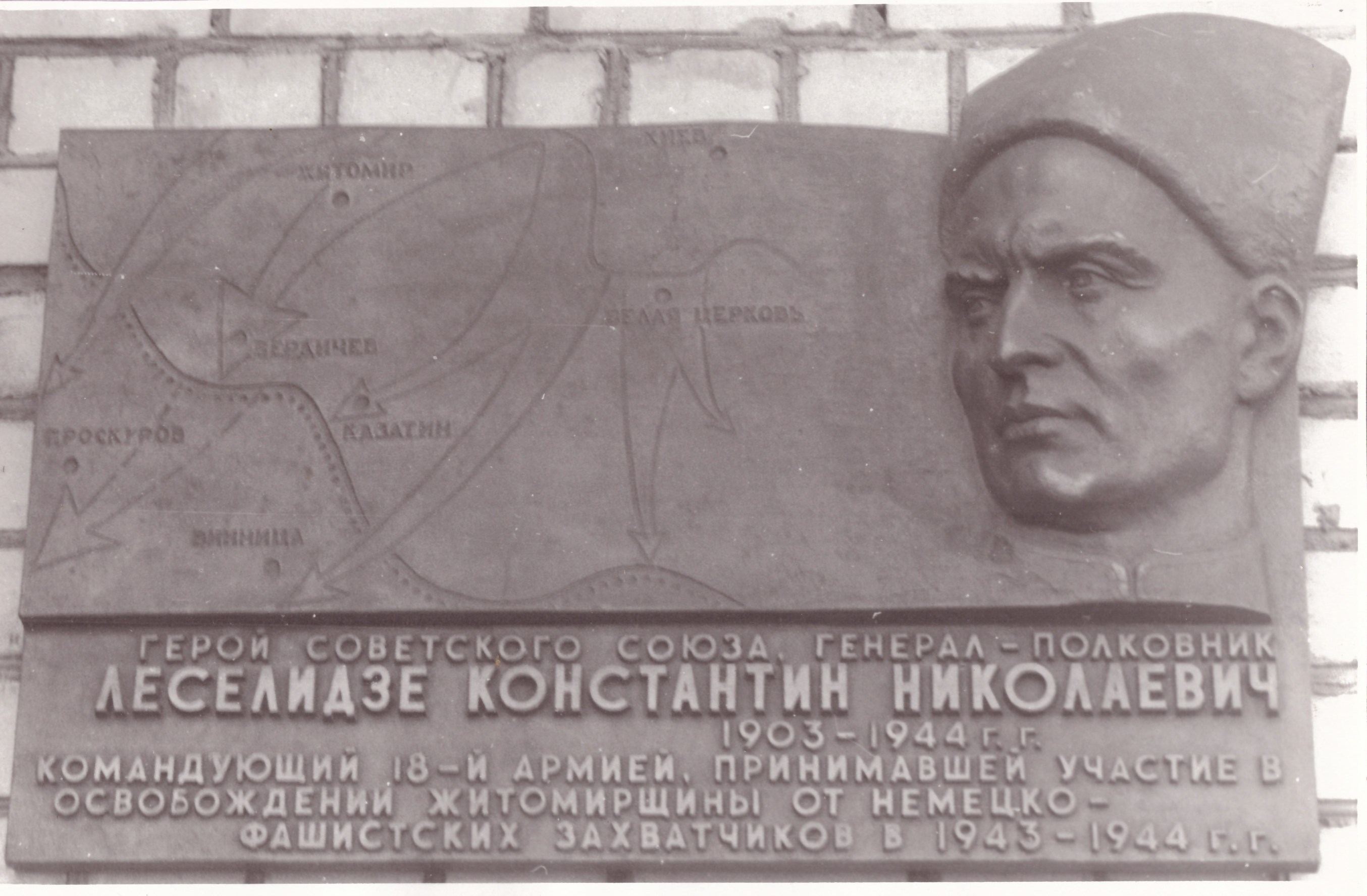
Герой Радянського Союзу генерал-полковник Леселідзе К. М. (м. Житомир, 1987)
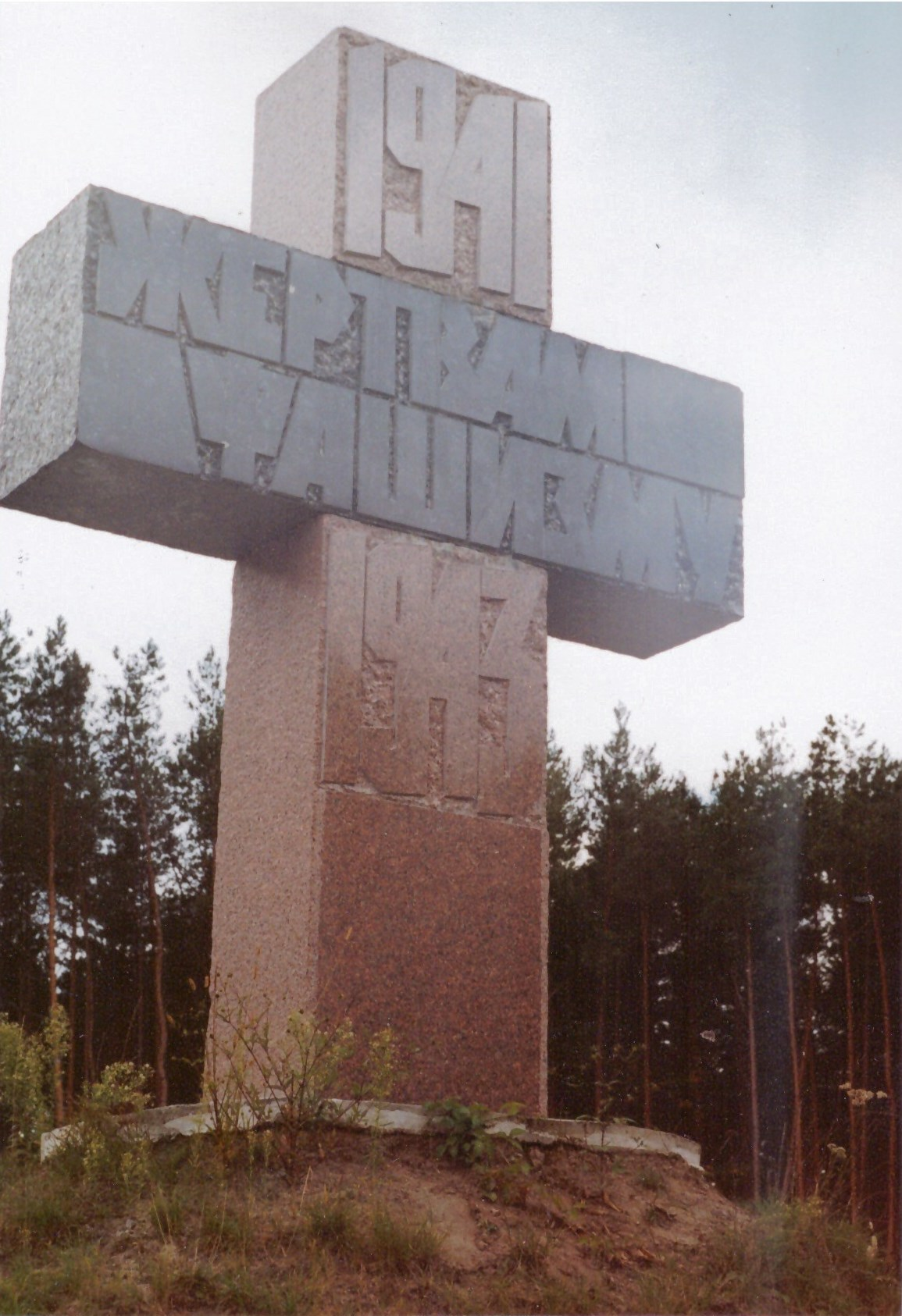
Меморіал «Жертвам фашизму 1941-1943» (2006)
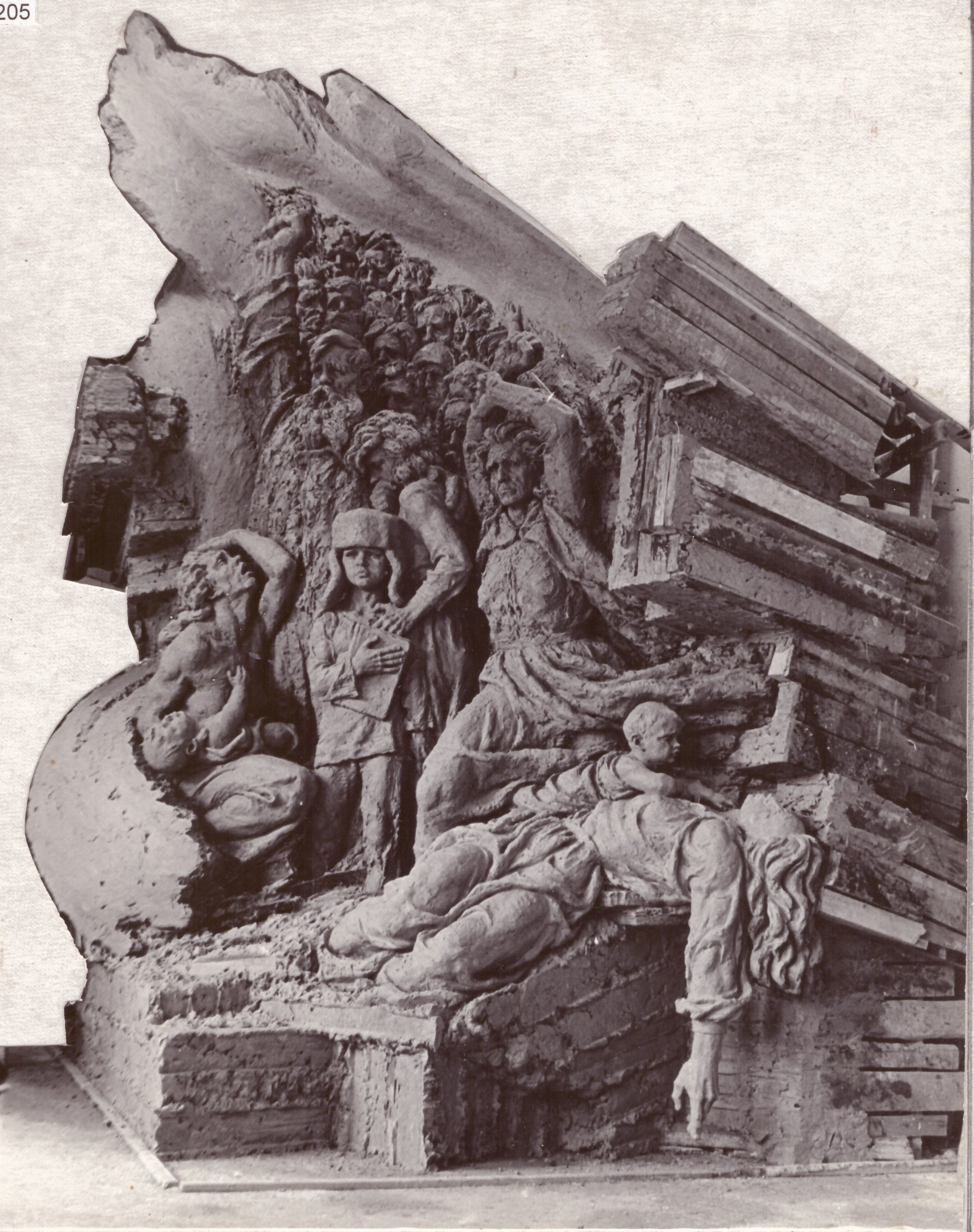
Пам'ятник селу Хочине Олевського району Житомирської області, спаленому в роки Другої світової німецькими загарбниками (1984)
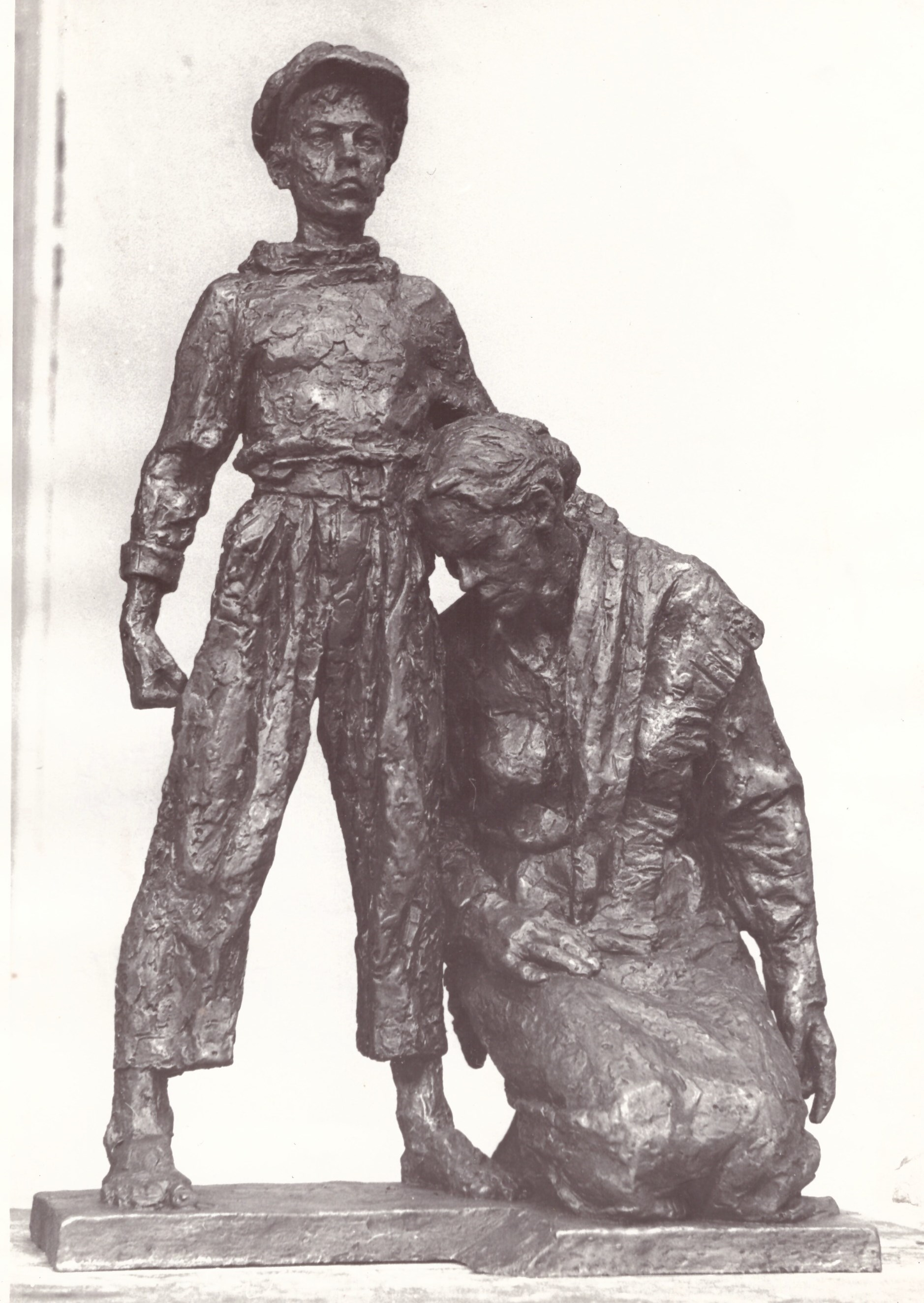
Пам'ятник «Нескорені» для спаленого німецьким загарбниками у 1943 році (с. Майдан-Копищенський, 1977)
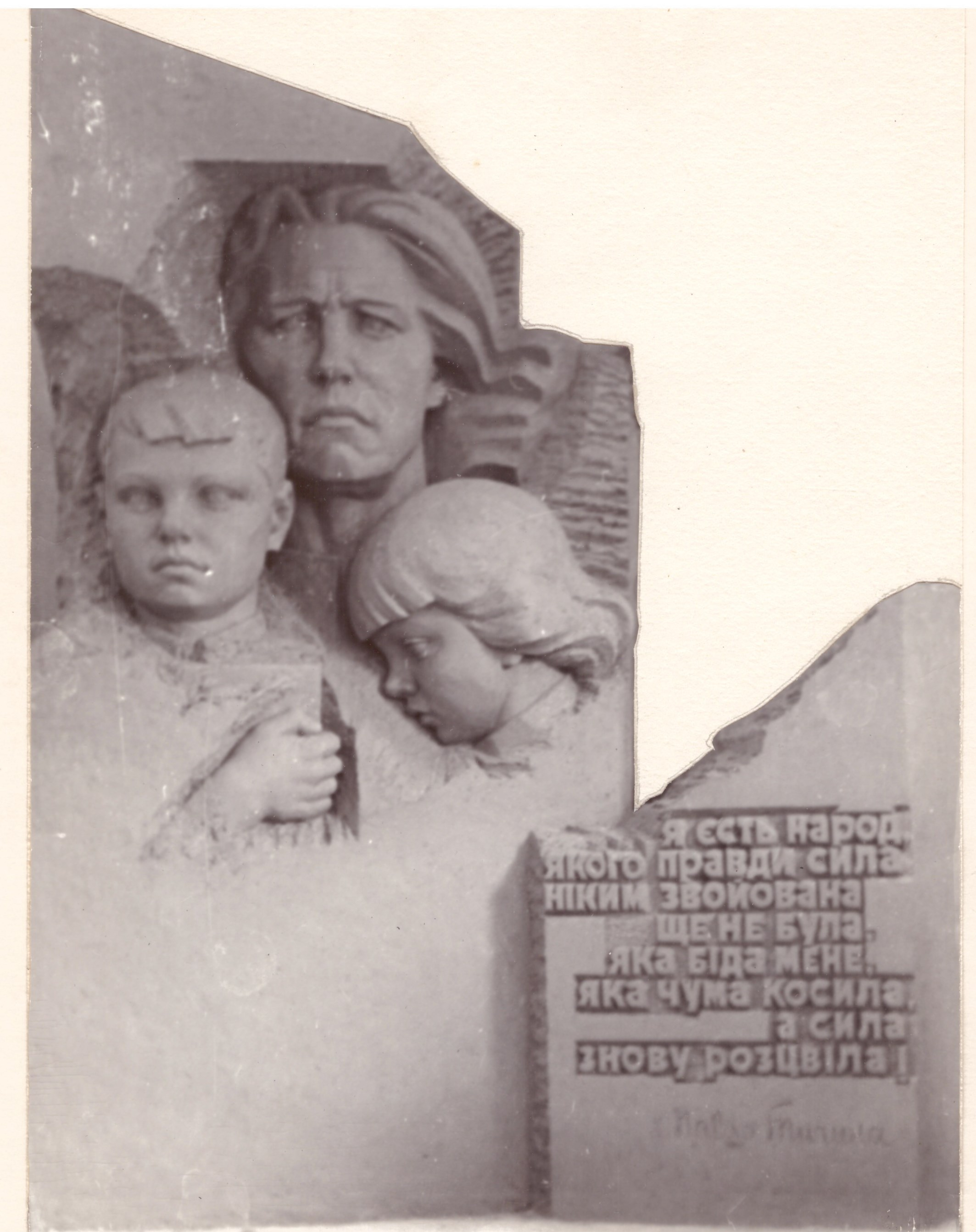
Пам'ятник селу Тхорин Овруцького району Житомирської області, спаленому в роки Другої світової німецьким загарбниками (1978)
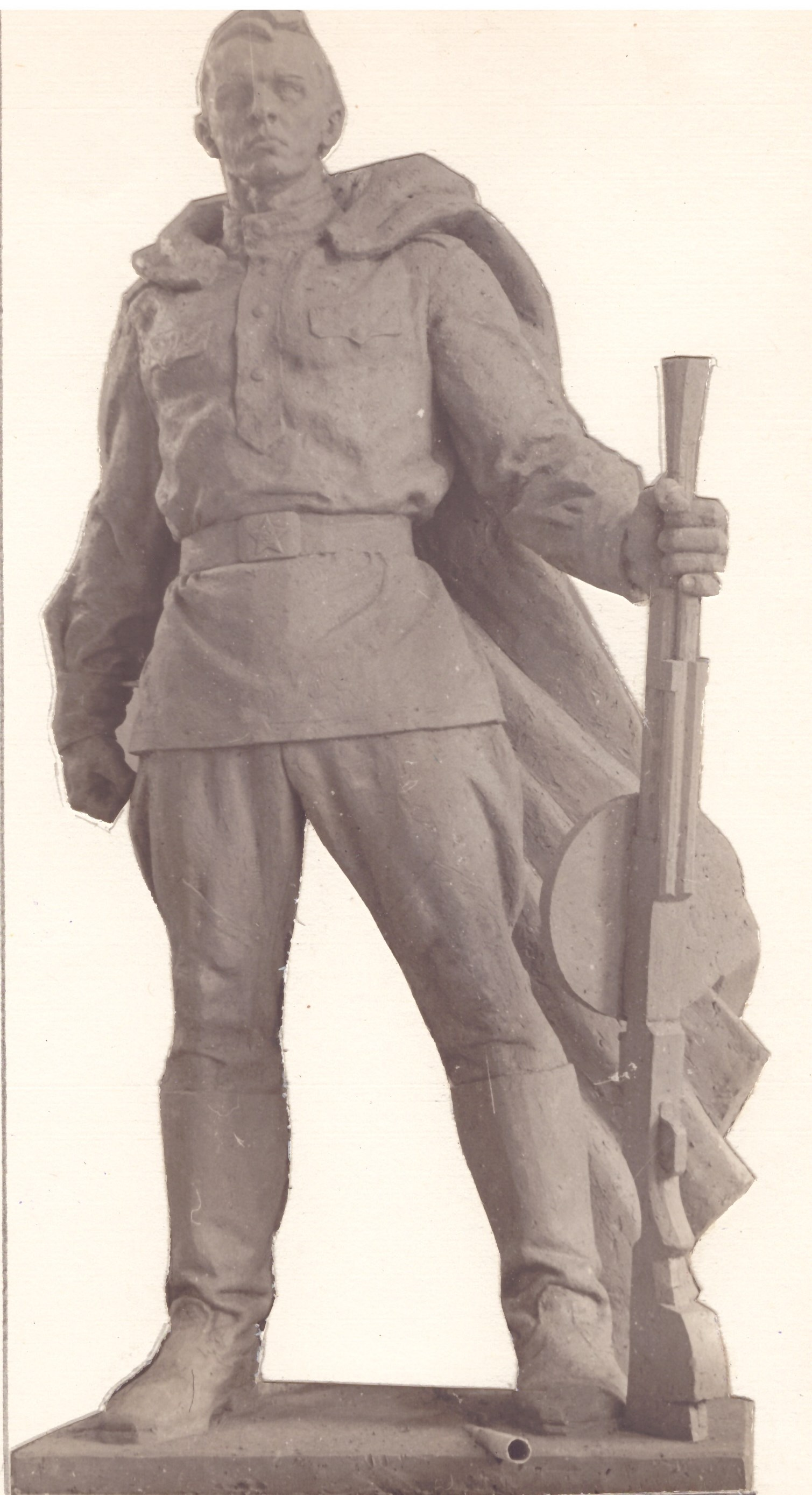
Пам'ятник загиблим воїнам-односельчанам в роки Другої світової (с. Івашківці, 1977)

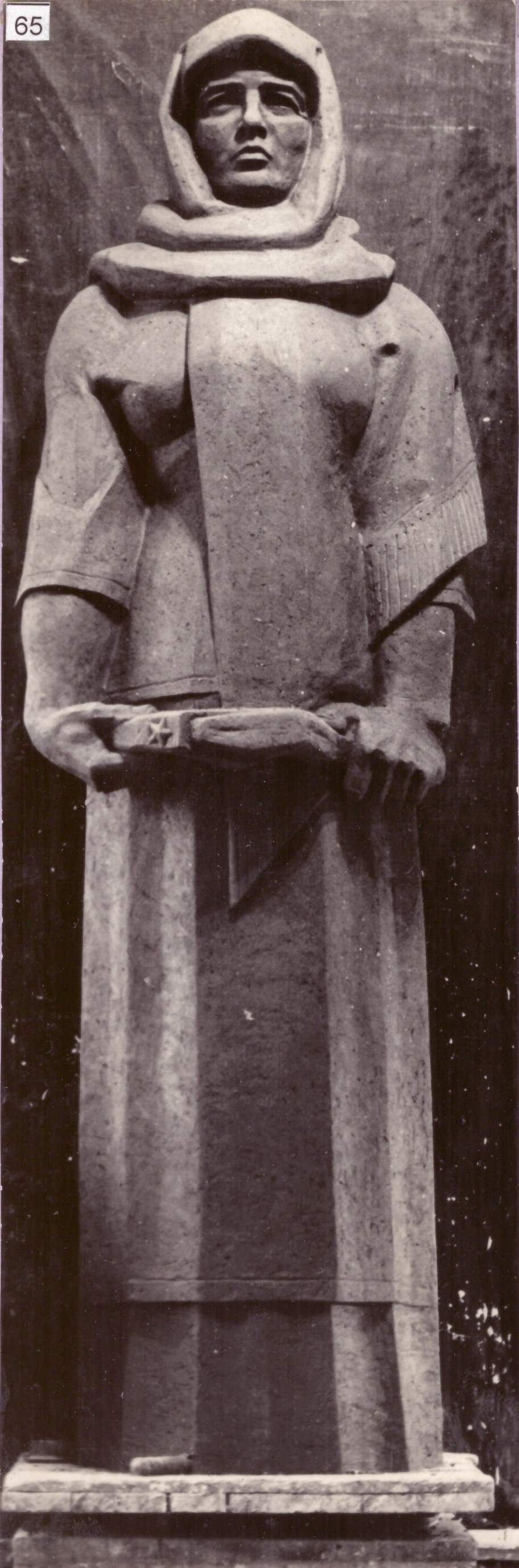
Пам'ятник загиблим воїнам-односельцям під час Другої світової війни (с. Тимків, 1970)
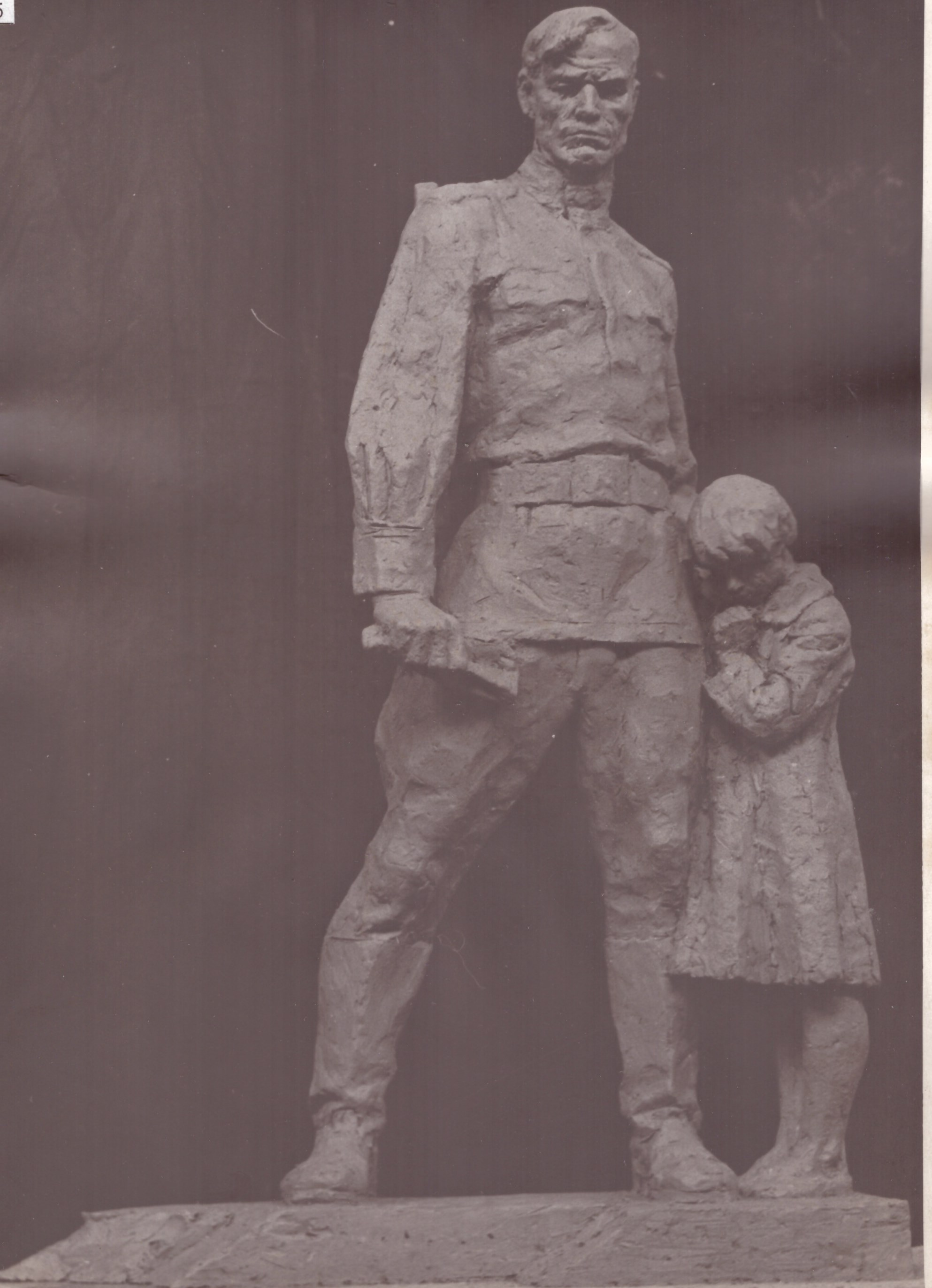
Пам'ятник загиблим воїнам-односельцям під час Другої світової війни (с. Маркуші, 1973)
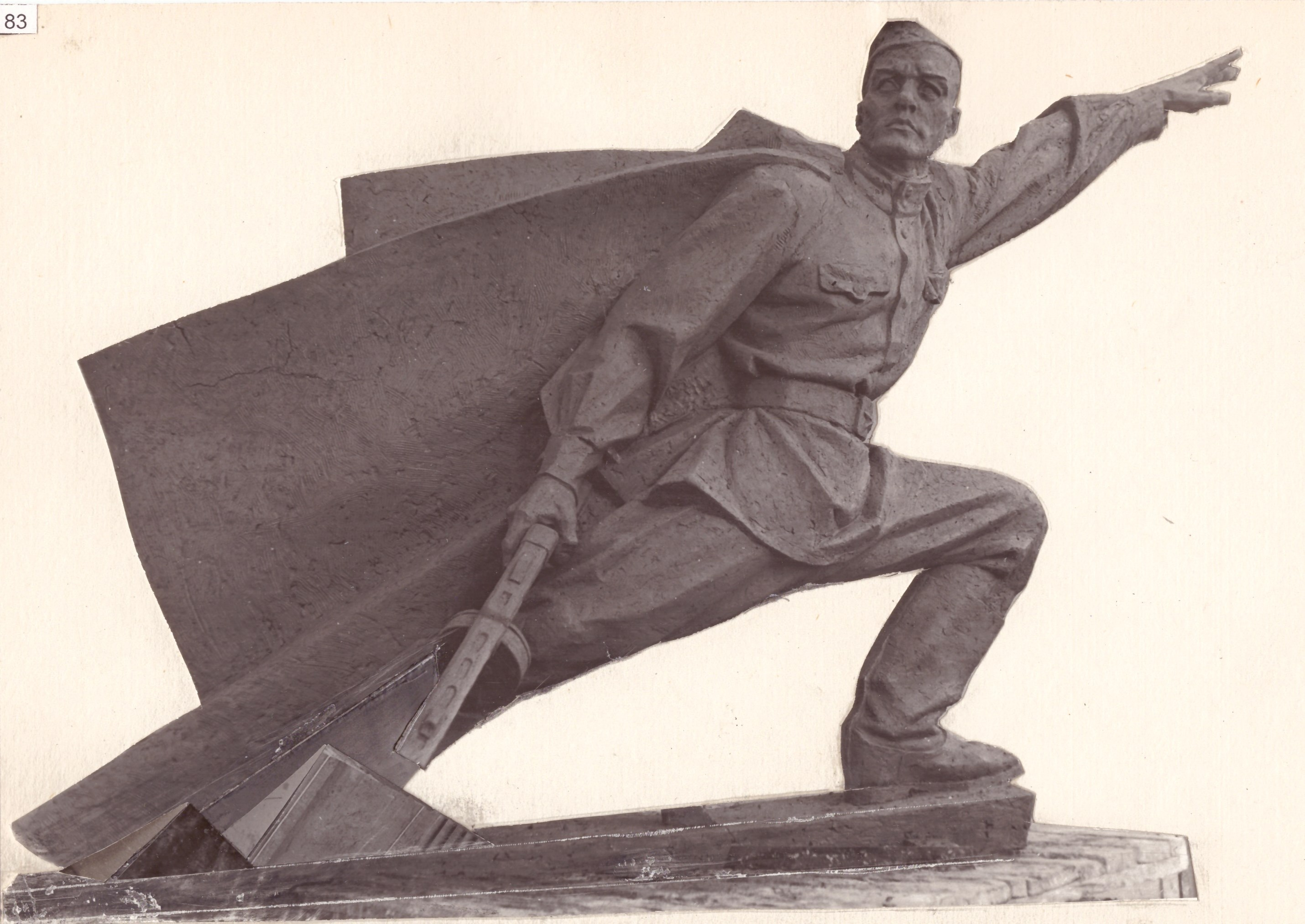
Пам'ятник загиблим воїнам-односельцям під час Другої світової війни (с. Куріловці, 1972)
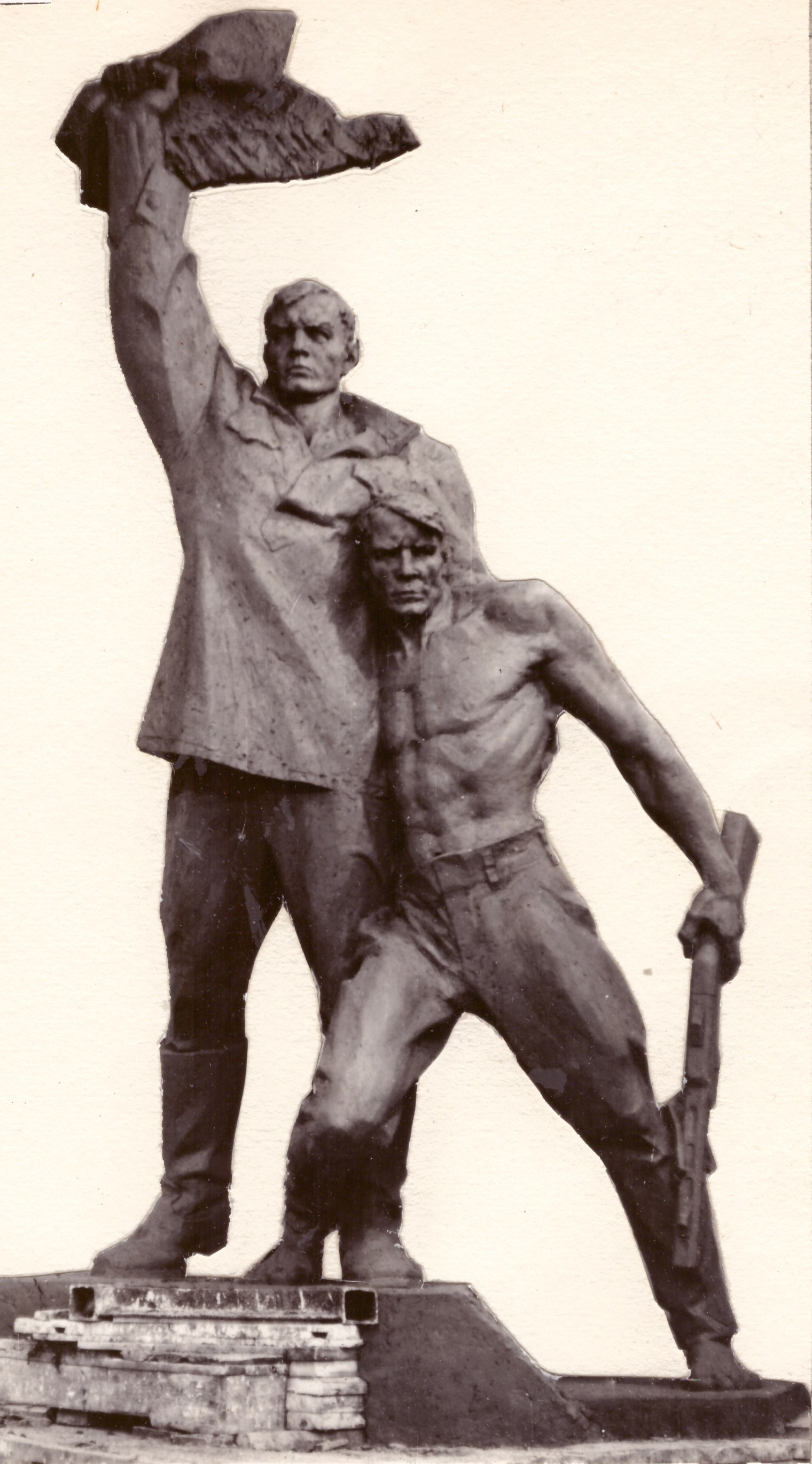
Пам'ятник загиблим воїнам-односельцям під час Другої світової війни (с. Пекарщина, 1972)
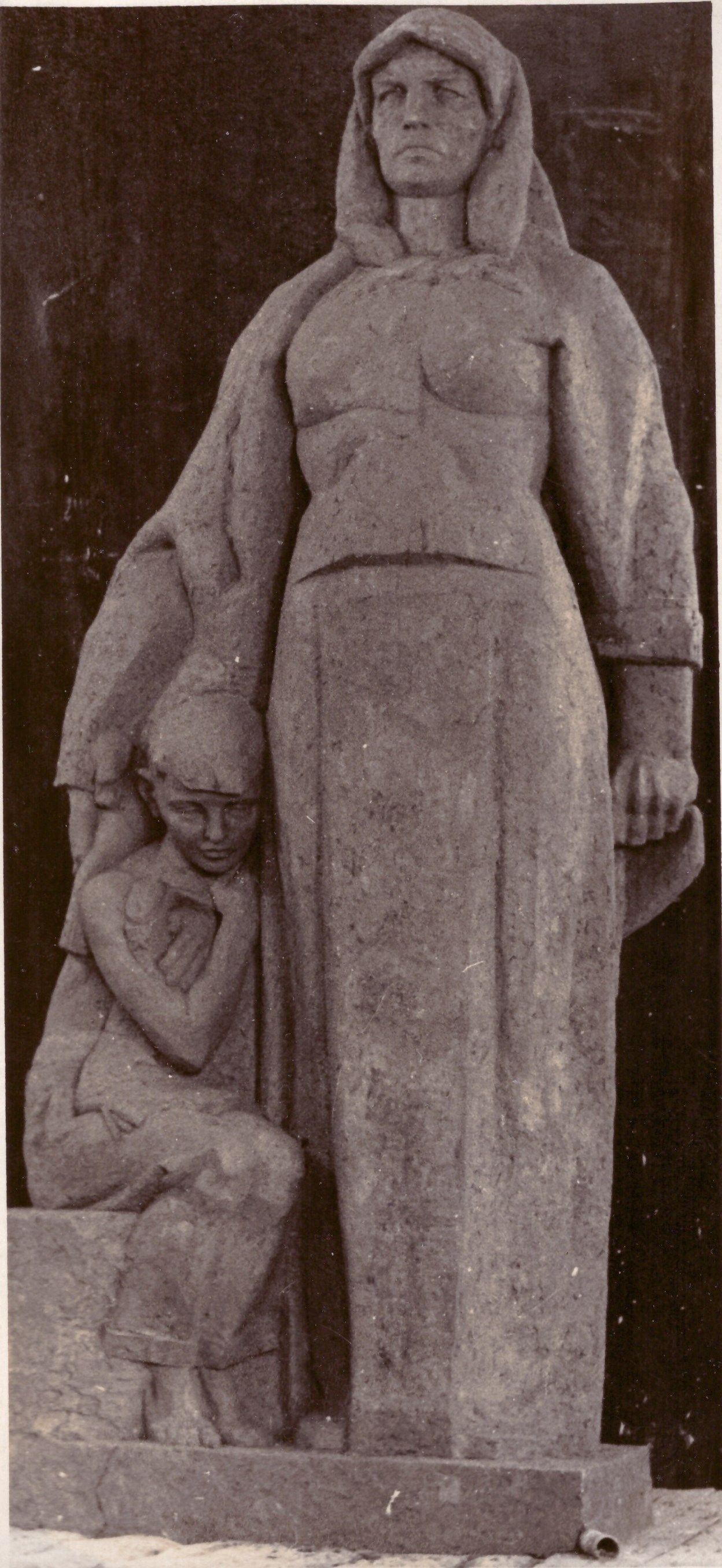
Пам'ятник загиблим воїнам-односельцям під час Другої світової війни (с. Куражино, 1969)
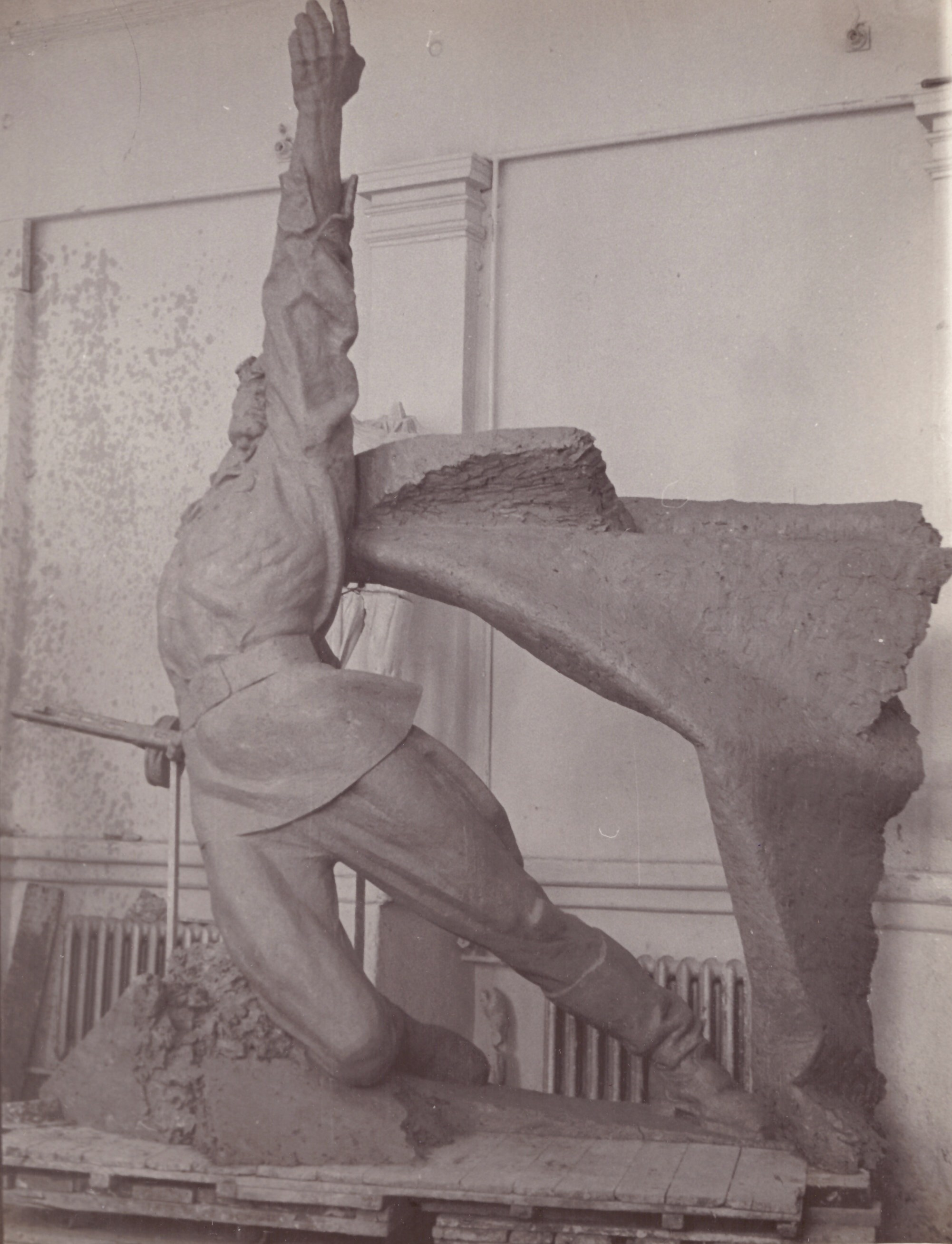
Пам'ятник загиблим воїнам-односельцям під час Другої світової війни (с. Звіздаль, 1973)
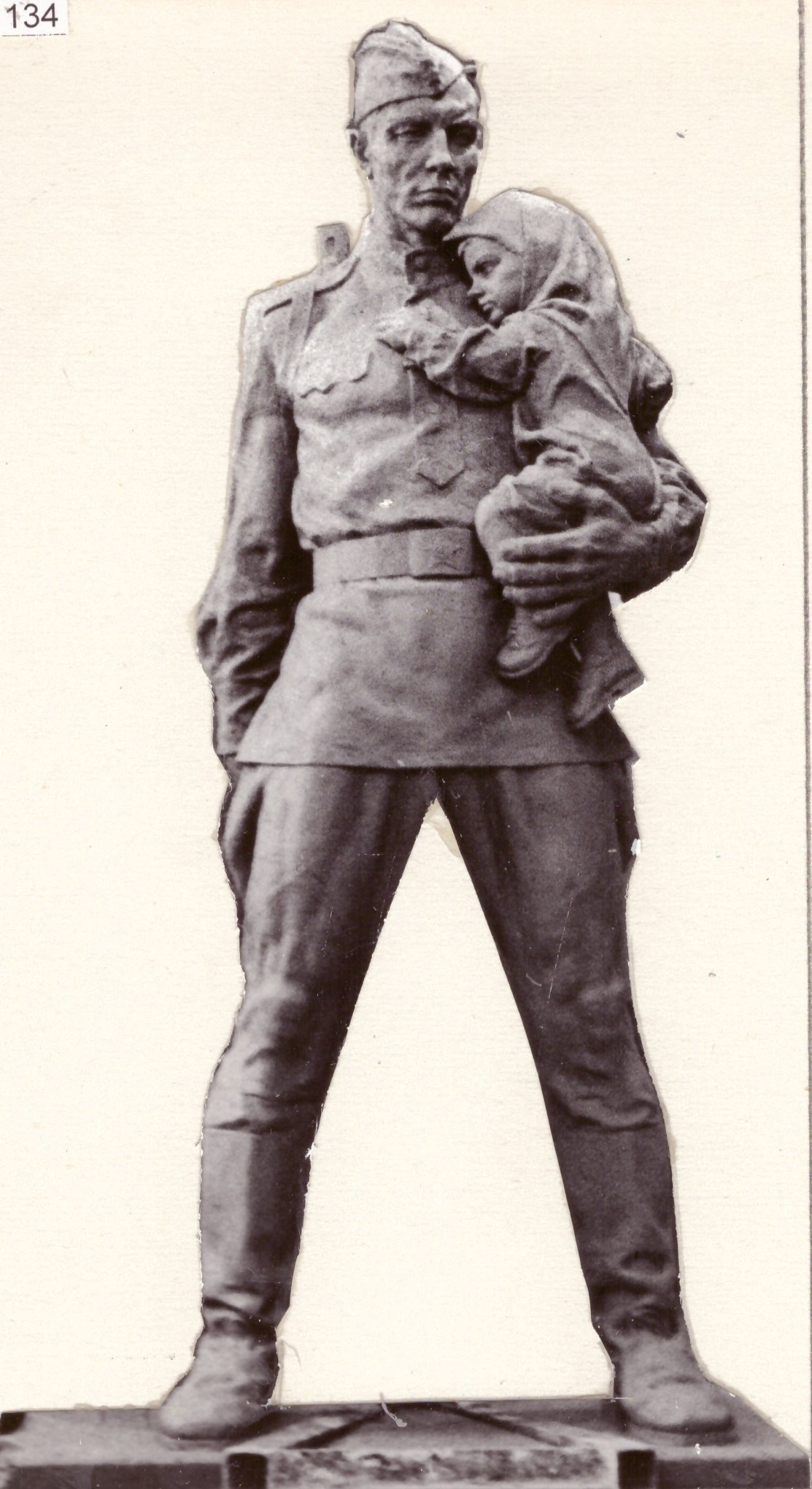
Пам'ятник загиблим воїнам-односельцям під час Другої світової війни (с. Крилівка, 1976)
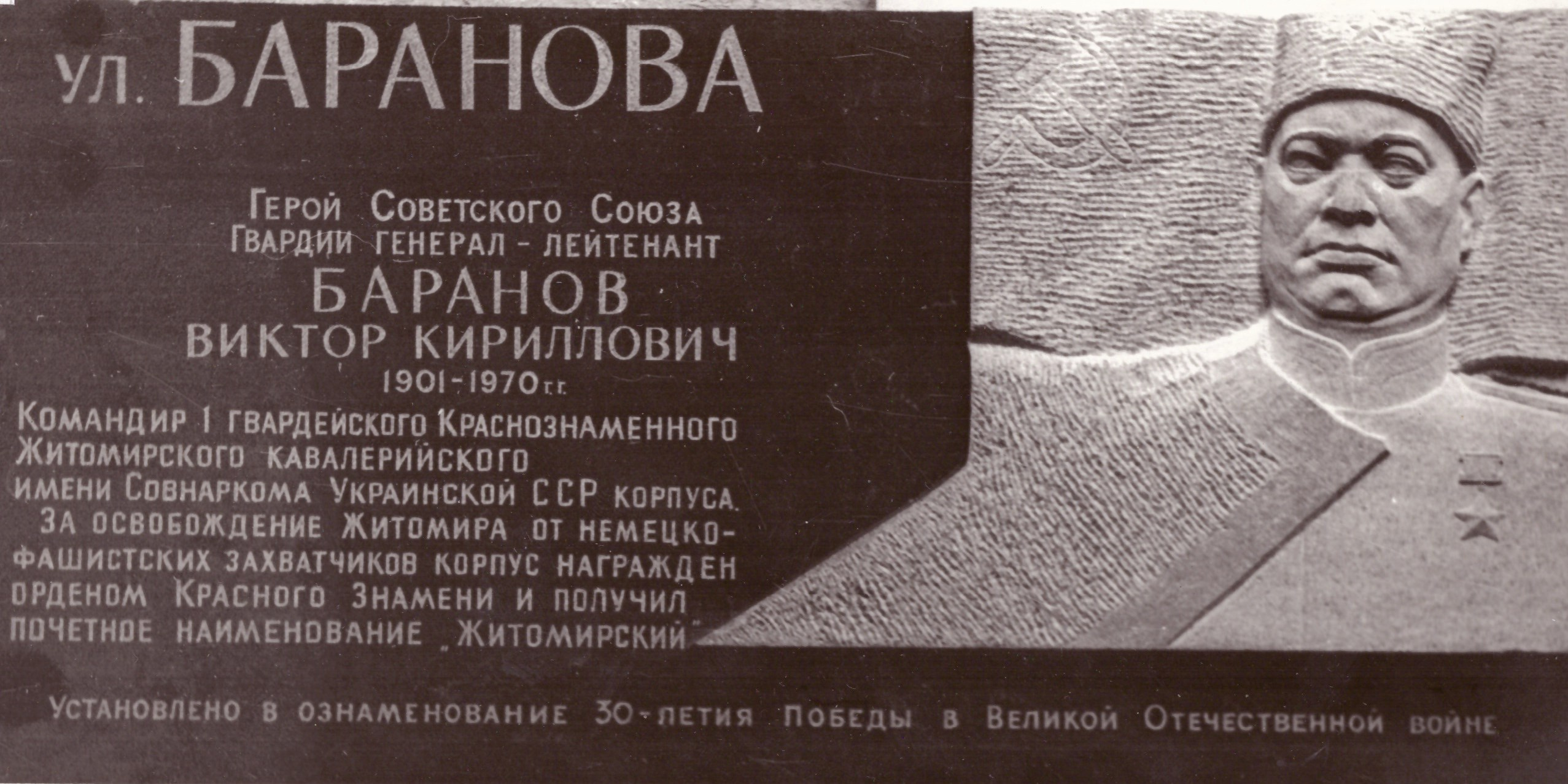
Пам'ятник Герою Радянського Союзу генерал-лейтенанту Баранову В. К. (м. Житомир, 1975)

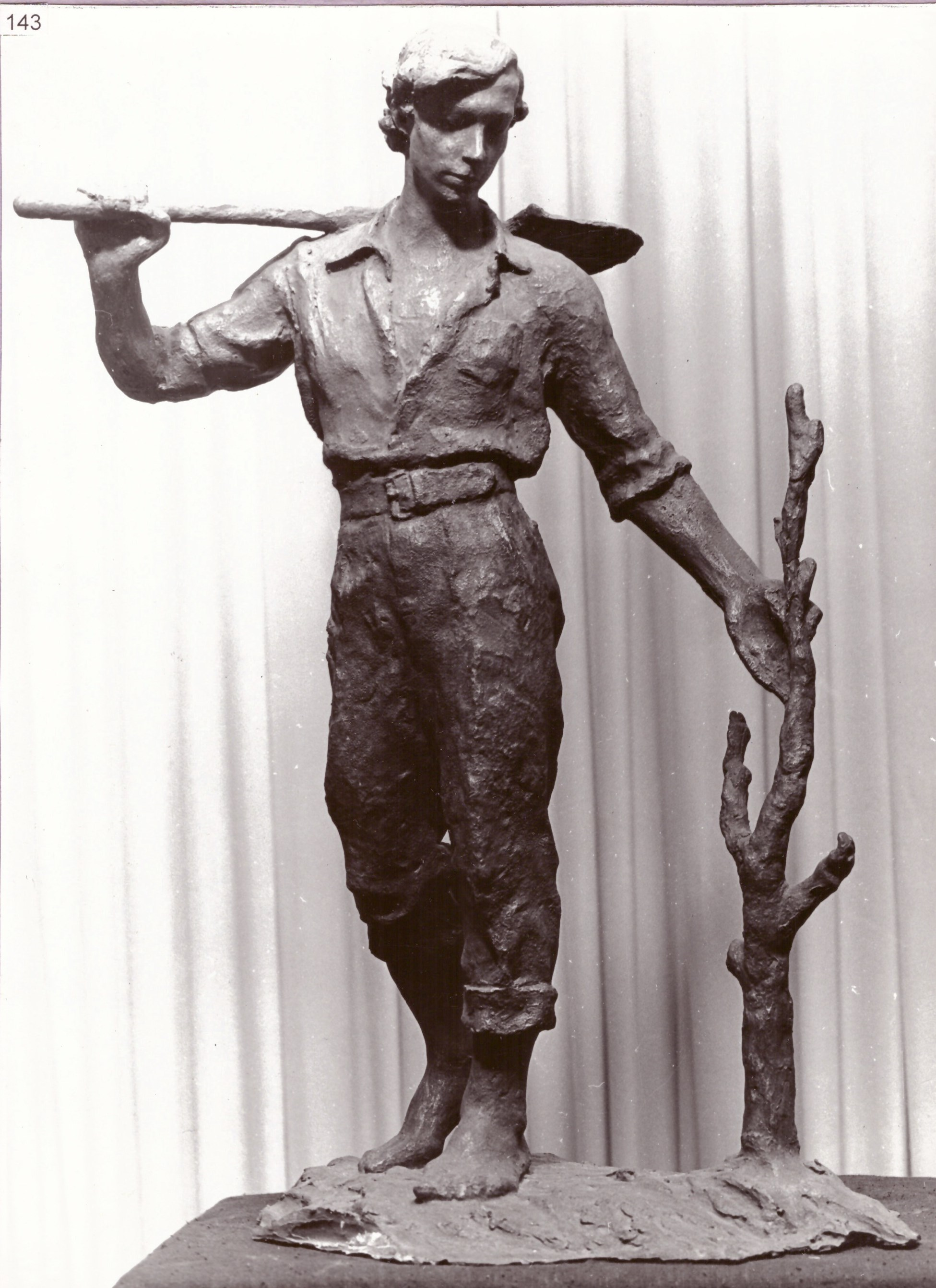
Садівник (1977)
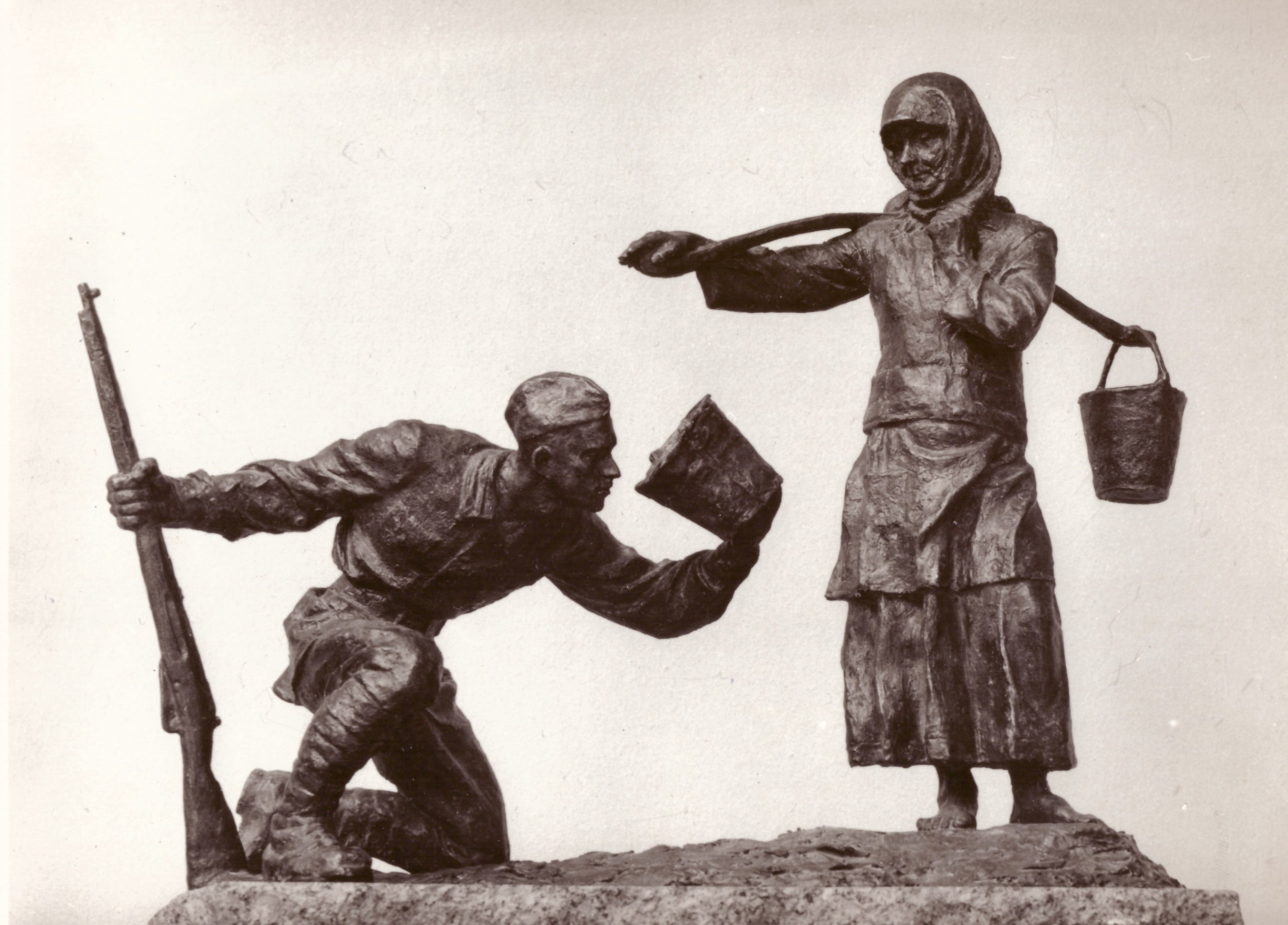
Жарке літо 1941-го (1985)
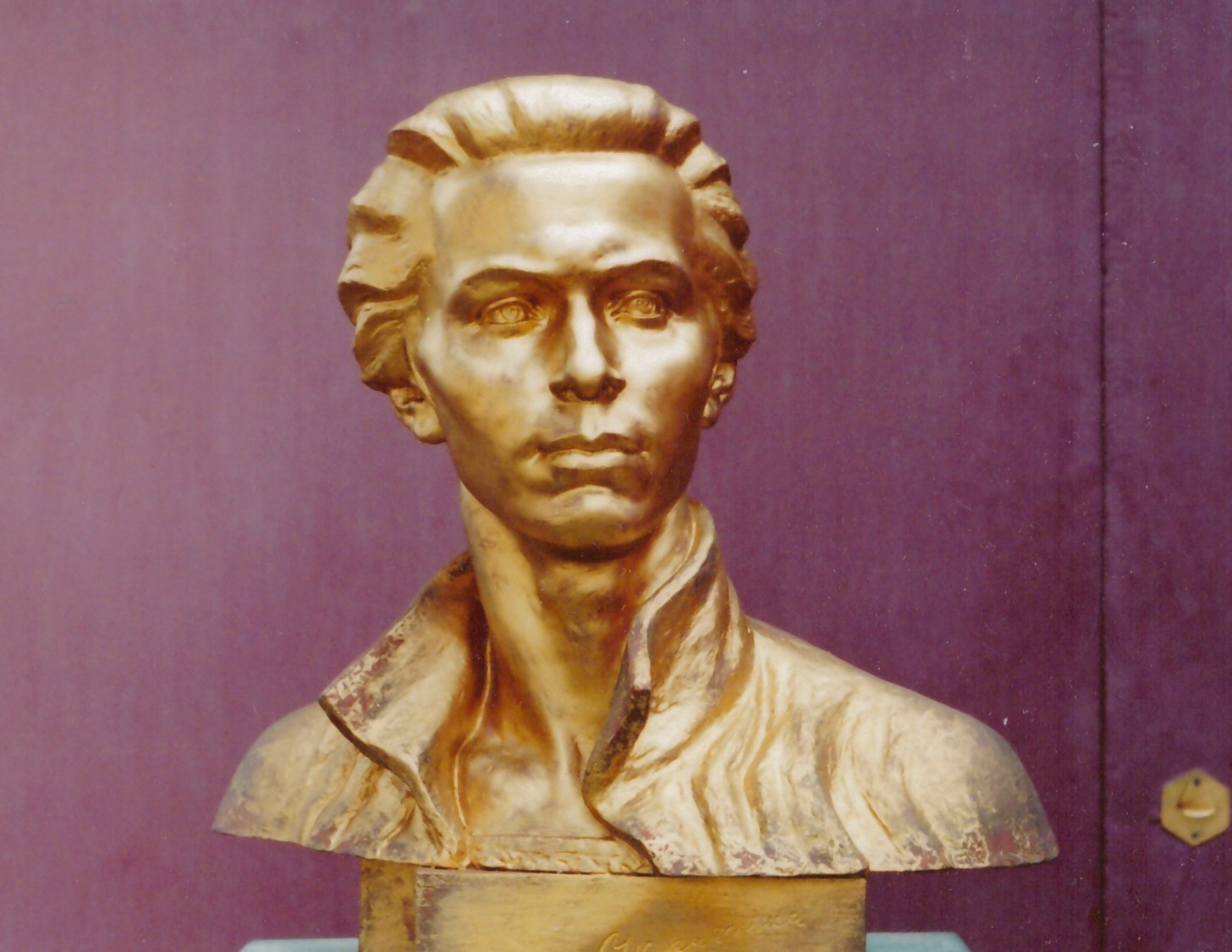
Портрет Лесі Українки (2004)
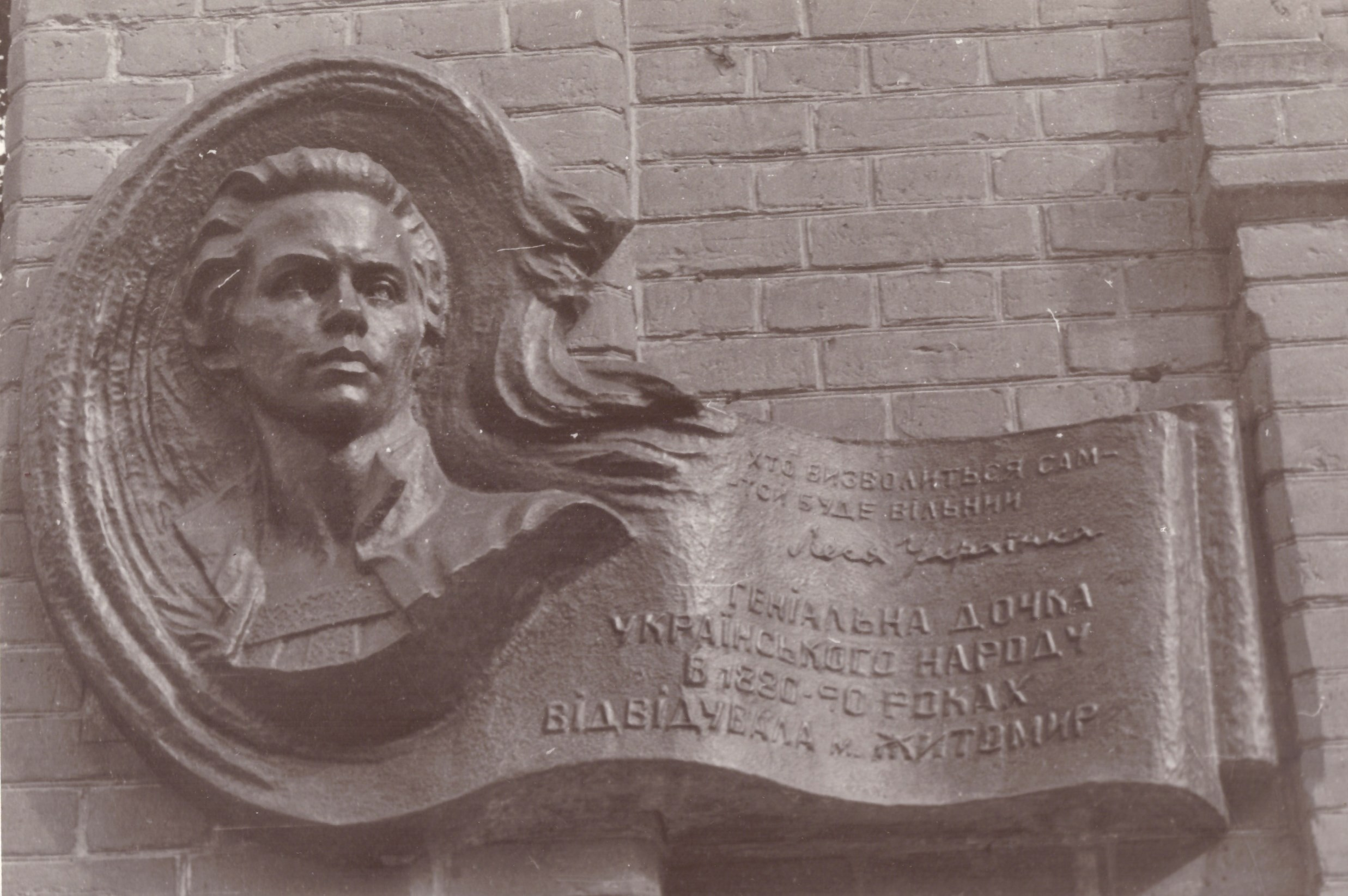
Леся Українка (м. Житомир, 1997)
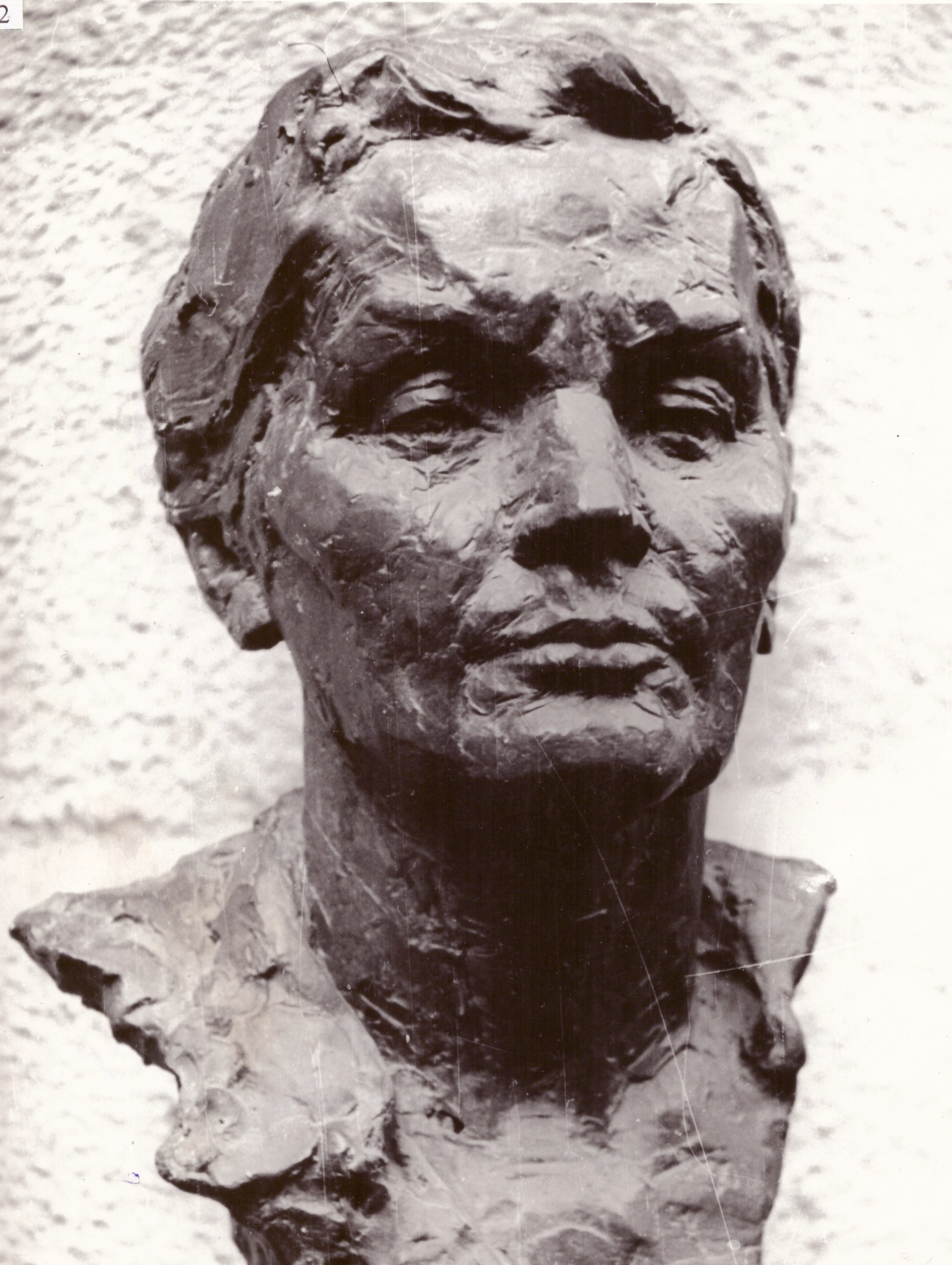
Портрет підпільниці КПЗУ Каспрук В. О. (м. Луцьк, 1964)
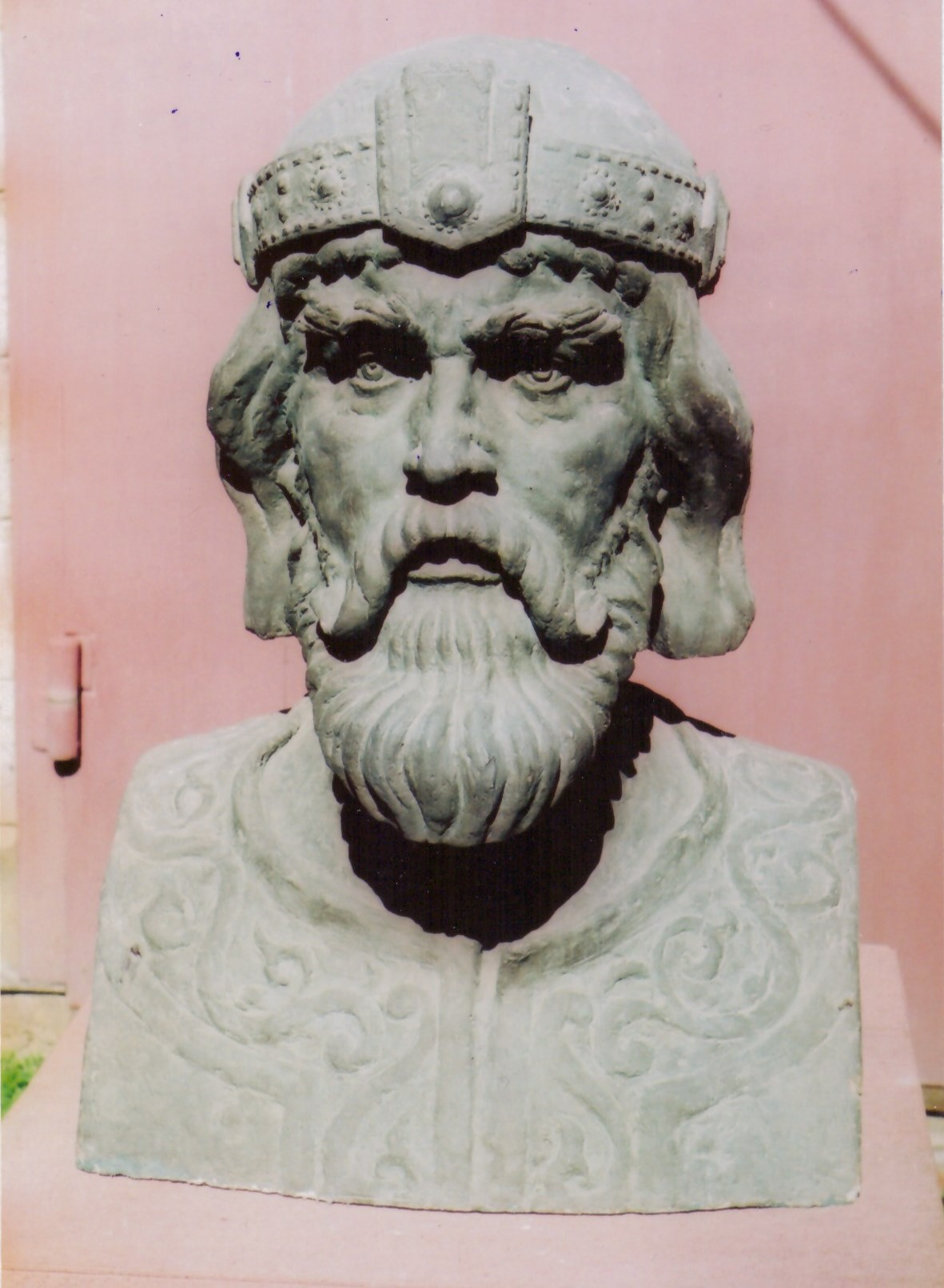
Портрет народного артиста УРСР Кукуюка П. в ролі Ярослава Мудрого (1982)
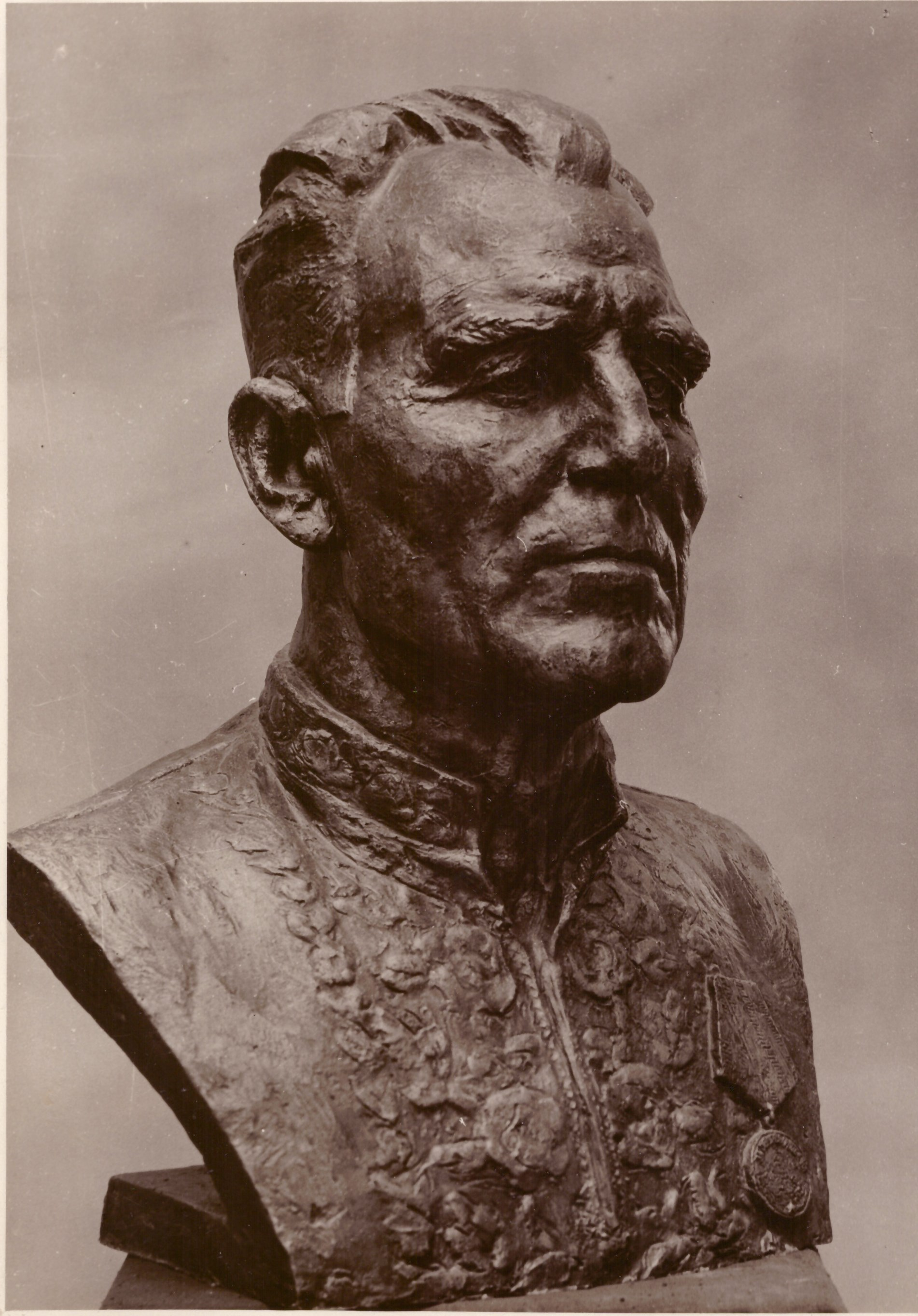
Портрет батька (1977)
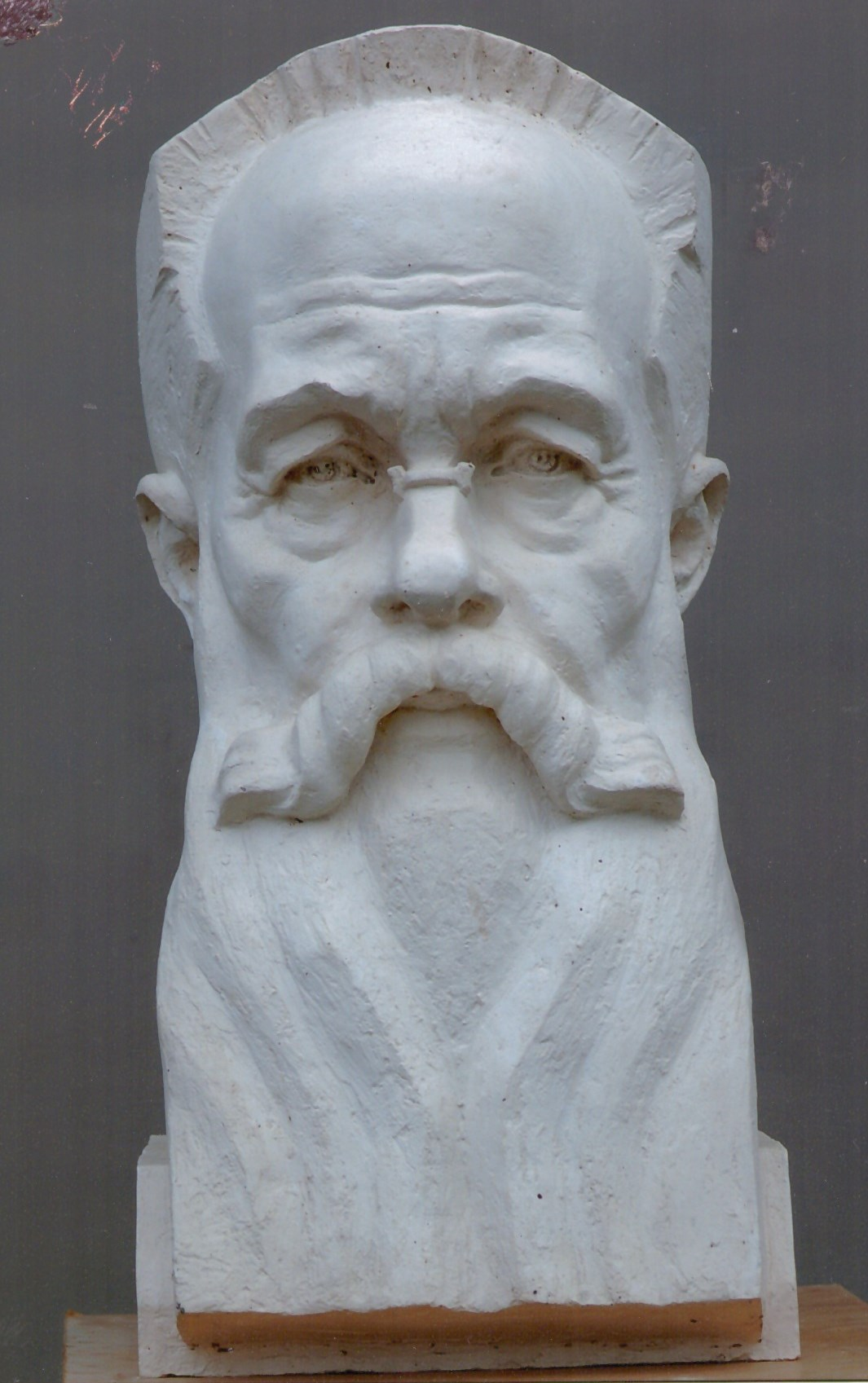
Портрет першого Президента України Михайла Грушевського (2004)

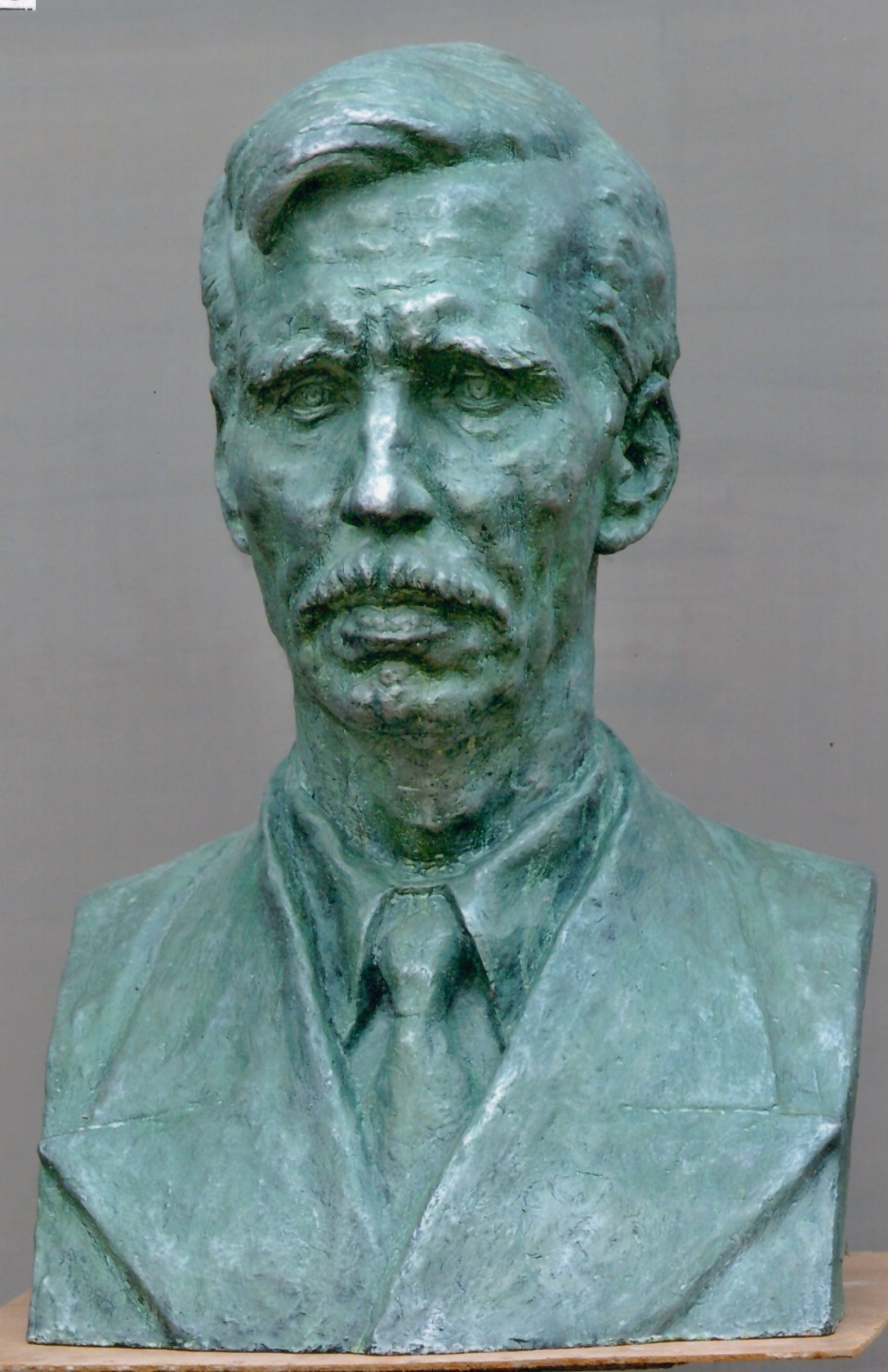
Портрет українського драматурга Кочерги І. А. (1982)
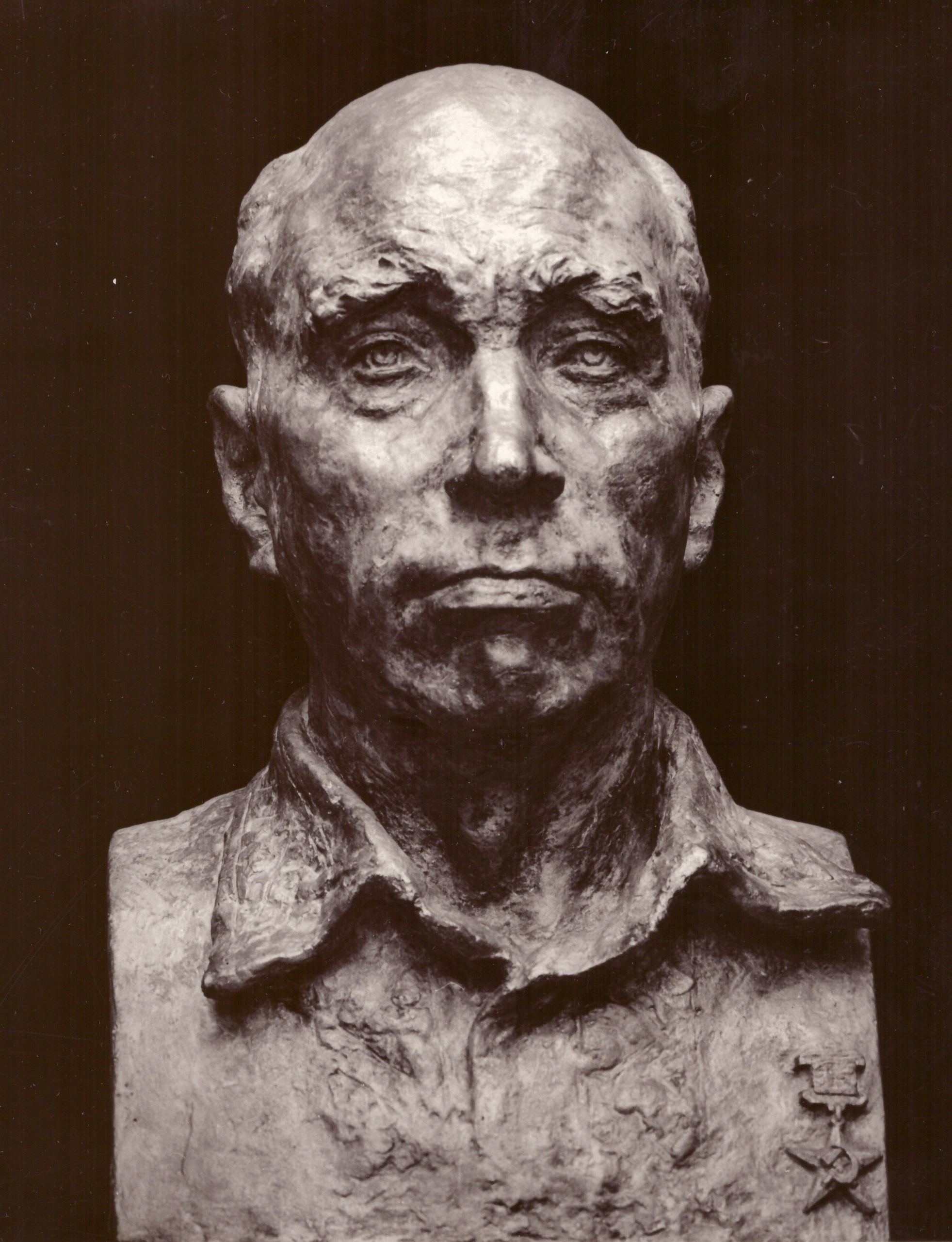
Портрет Героя Соціалістичної Праці Трохимчука С. М. (1980)
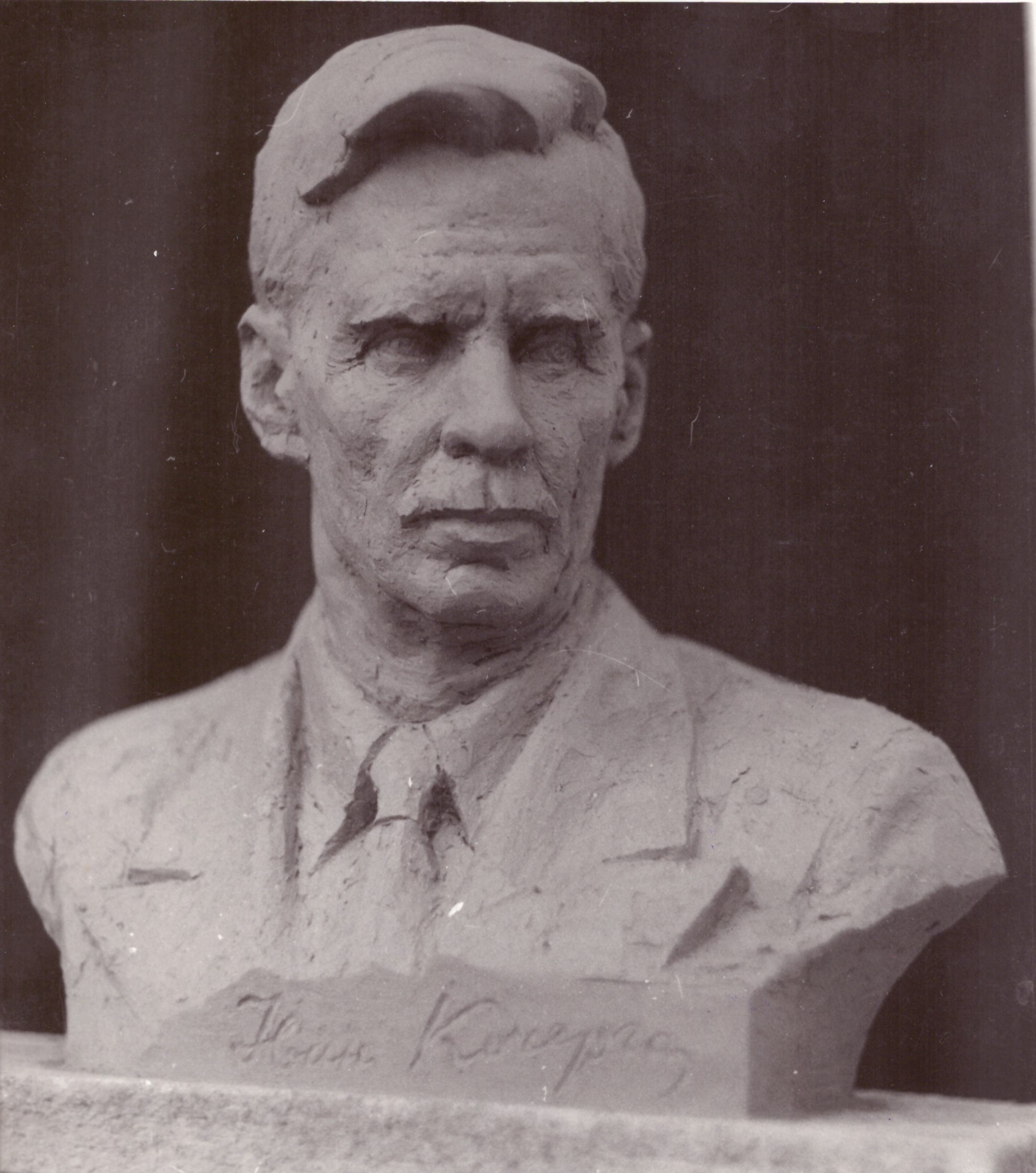
Портрет українського драматурга Кочерги І. А. (1984)
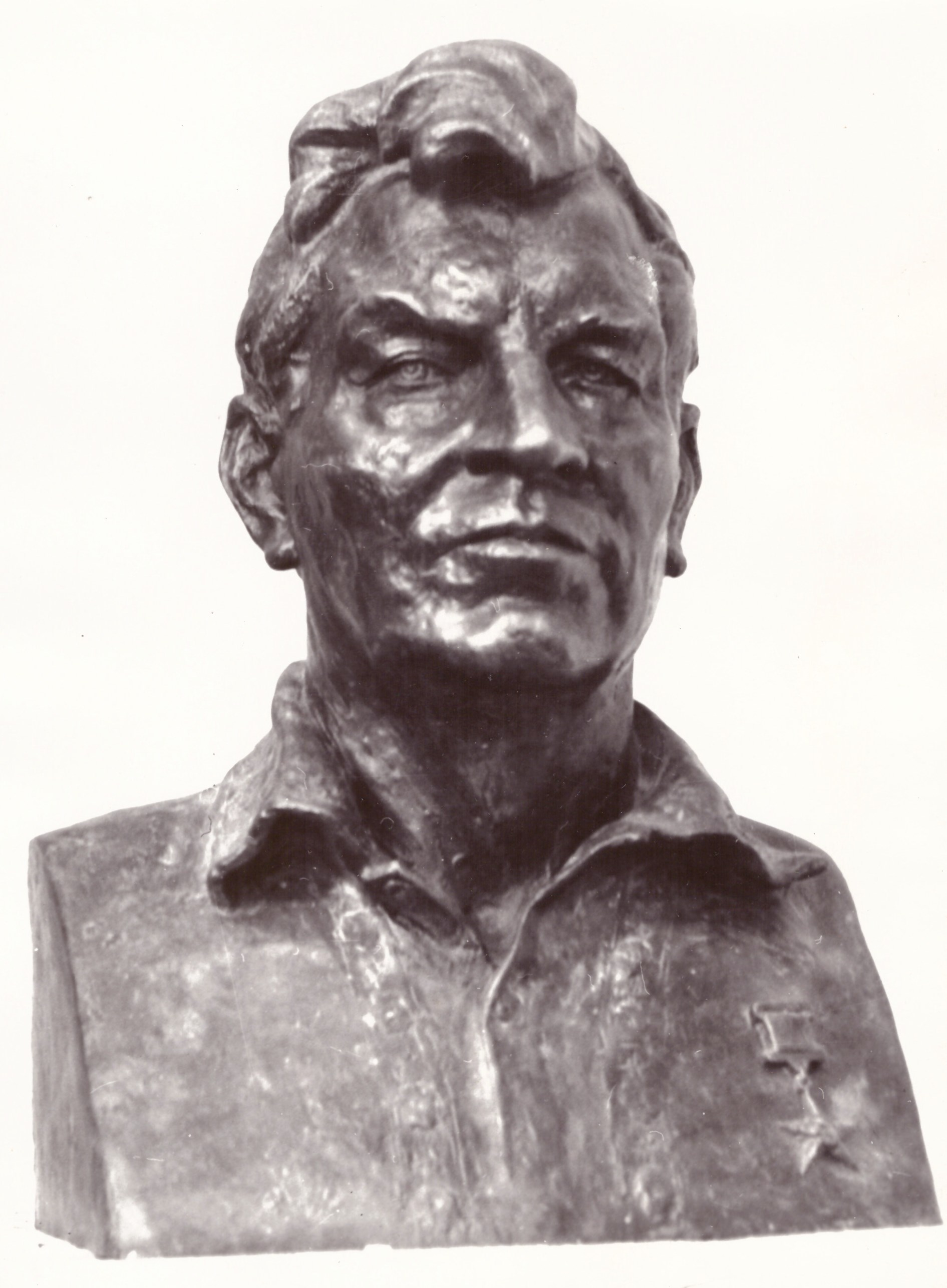
Портрет Героя Соціалістичної Праці Рибальченка І. С. (1987)
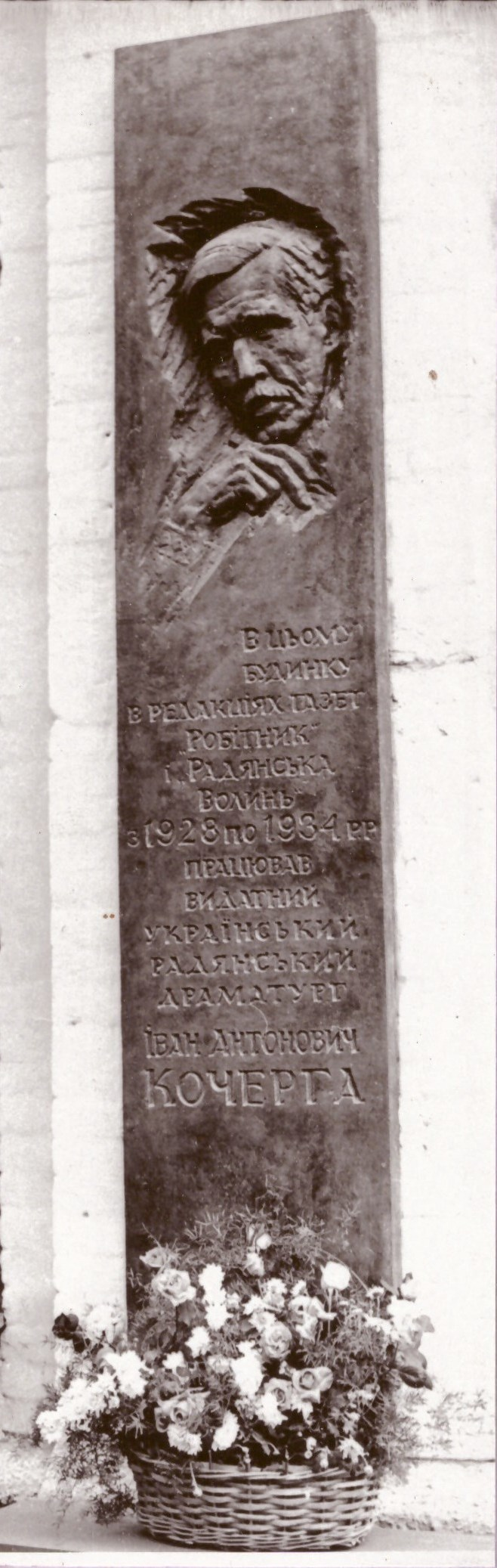
Український драматург Кочерга І. А. (м. Житомир, 1981)
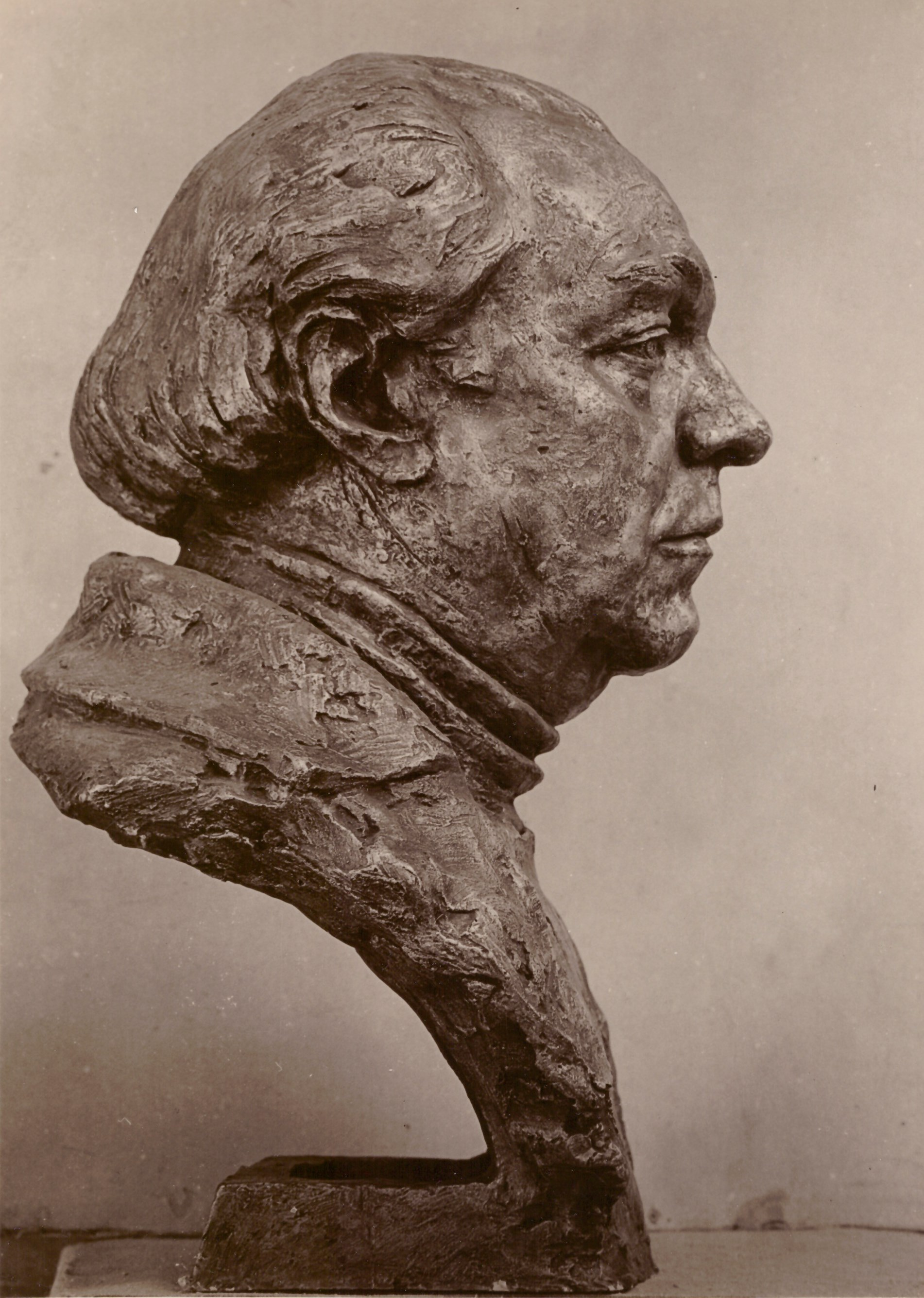
Портрет заслуженого діяча культури Польської народної республіки Єжи Чесляка (1978)
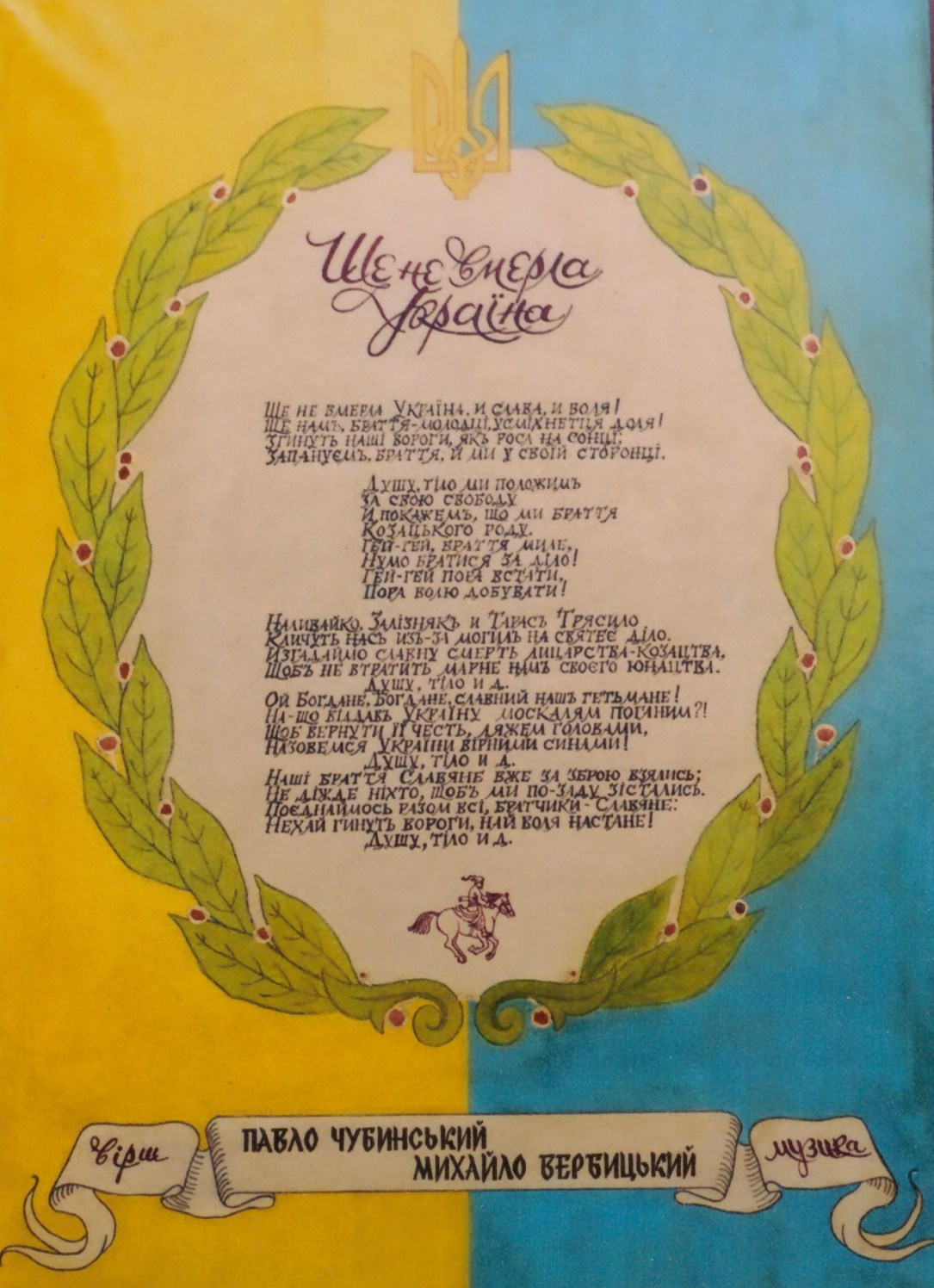
Ще не вмерла Україна. Серія «Літературні пам’ятки України» (1999)
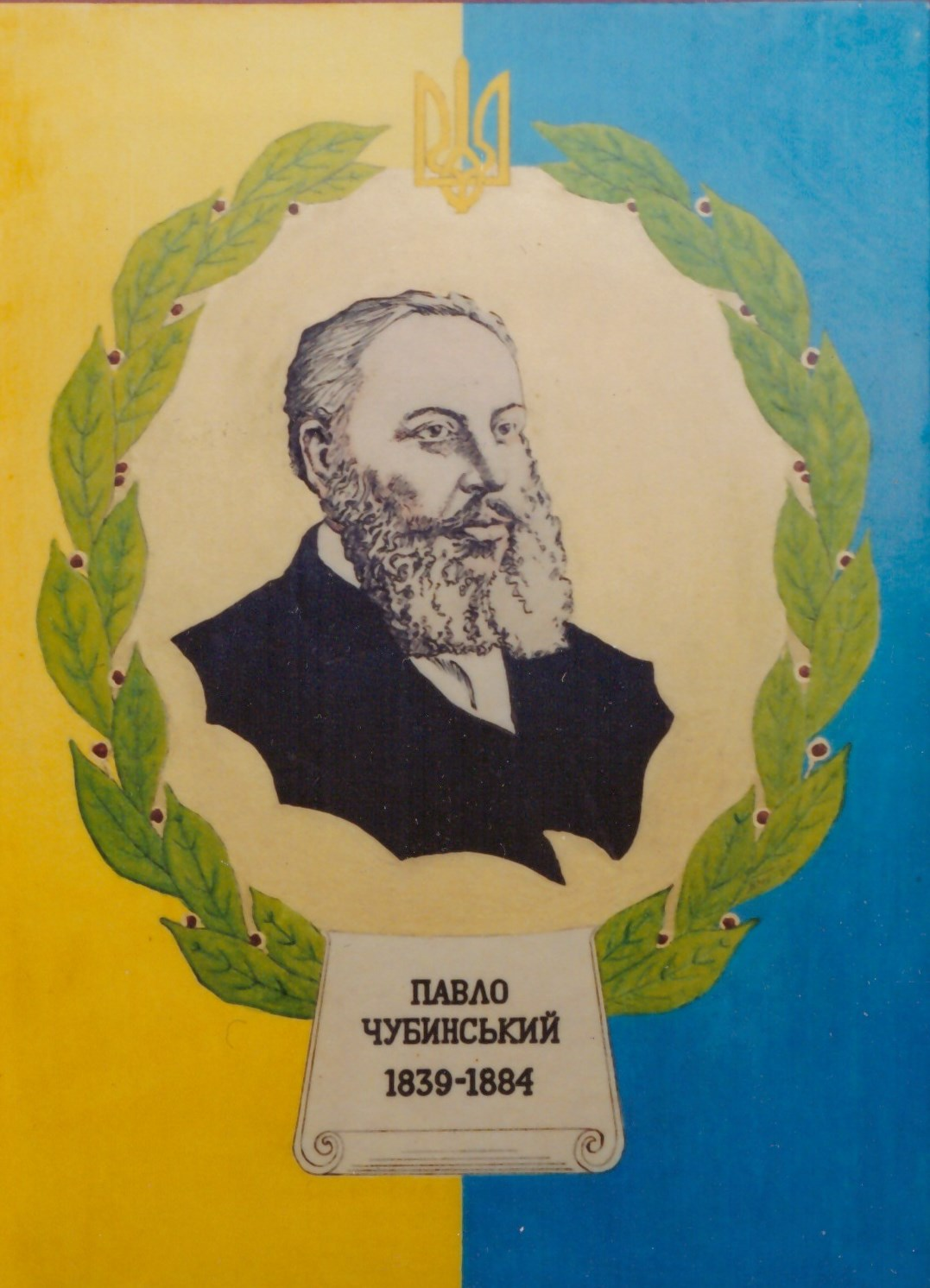
Павло Чубинський. Серія «Літературні пам'ятки України» (1998)
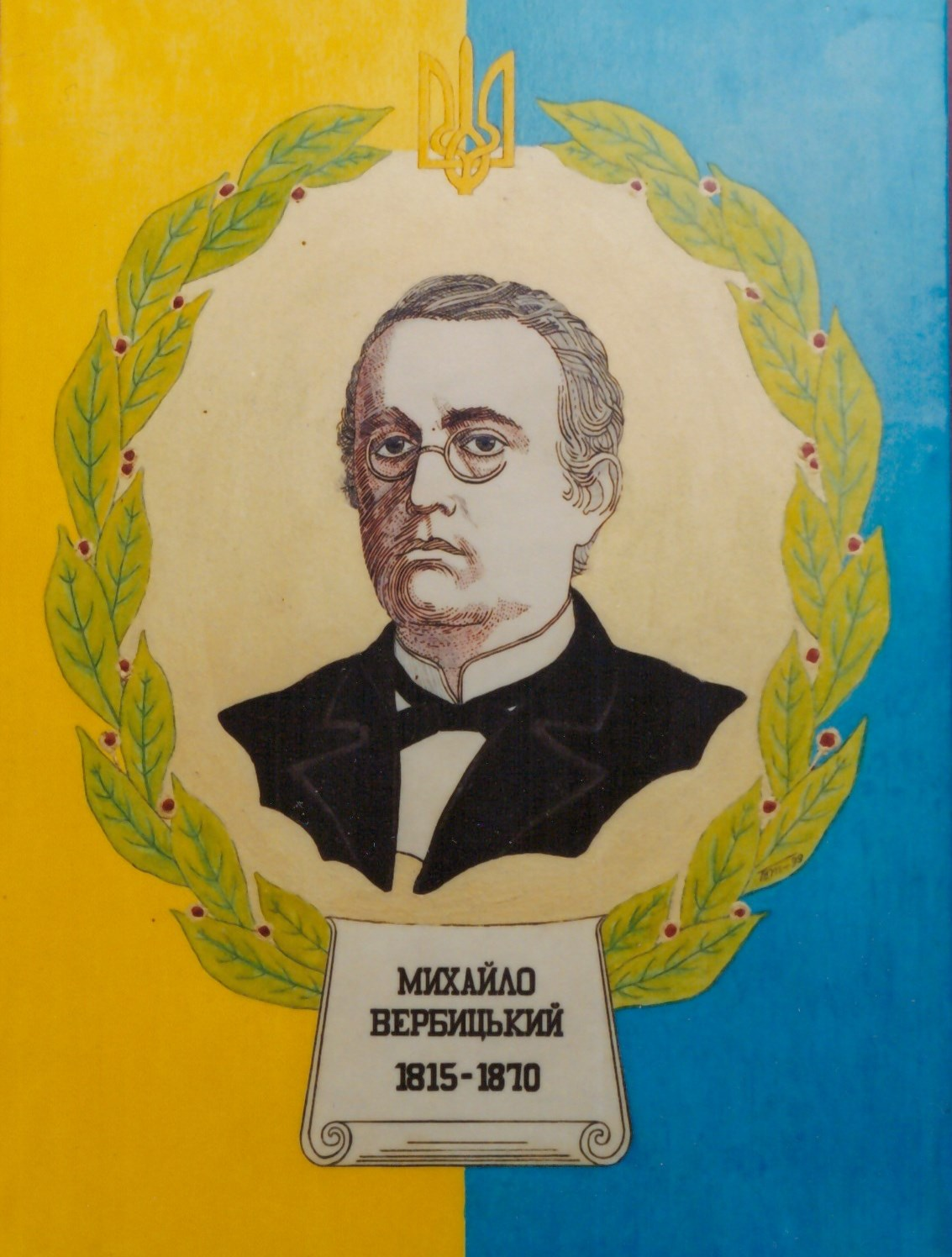
Михайло Вербицький. Серія «Літературні пам'ятки України» (1999)
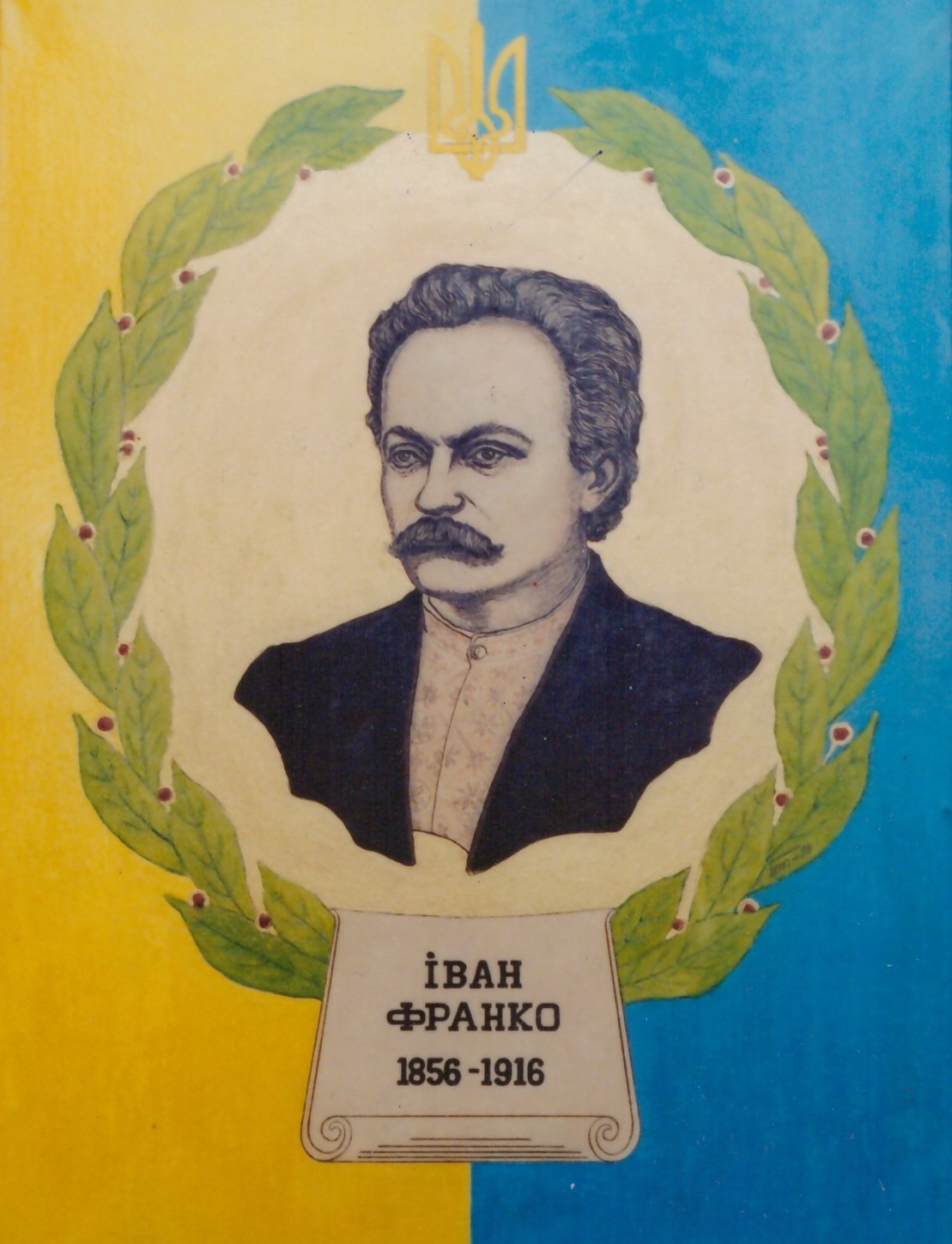
Іван Франко. Серія «Літературні пам’ятки України» (1998)

## Участь у виставках
- Зональна художня виставка, присвячена 25-річчю возз'єднання західних областей України з УРСР (Львів, 1964).
- Республіканська виставка творів молодих художників (Київ, 1966).
- Республіканська ювілейна художня виставка, присвячена 50-річчю Великої Жовтневої соціалістичної революції (Київ, 1967).
- І виставка творів київських скульпторів (Київ, 1968).
- Зональна художня виставка «Художники Києва, Житомира, Черкас, Чернігова — ленінському комсомолу» (Київ, 1968).
- Республіканська художня виставка, присвячена 50-річчю ЛКСМ України (Київ, 1969).
- Республіканська художня виставка «Художники України до 100-річчя від дня народження В. І. Леніна» (Київ, 1970).
- III виставка творів київських скульпторів (Київ, 1970).
- Республіканська художня виставка «Молоді художники Радянської України» (Київ, 1973).
- Республіканська художня виставка, присвячена 30-річчю визволення Радянської України від німецько-фашистських загарбників (Київ, 1974).
- Республіканська художня виставка «Слава праці» присвячена XXV з'їзду КПРС, XXV з'їзду Компартії України (Київ, 1976).
- Республіканська художня виставка, присвячена 100-річчю від дня народження Ф. Е. Дзержинського (Київ, 1977).
- Республіканська ювілейна художня виставка «Ленінським шляхом», присвячена 60-річчю Великої Жовтневої соціалістичної революції (Київ, 1977).
- Республіканська ювілейна художня виставка «60 героїчних кроків», присвячена 60-річчю Збройних Сил СРСР (Київ, 1978).
- Республіканська художня виставка «Завжди на варті», присвячена 60-річчю прикордонних військ СРСР (Київ, 1978).
- Республіканська художня виставка «Завжди на варті», присвячена 60-річчю ВЛКСМ (Київ, 1978).
- Республіканська художня виставка «Я люблю тебе, життя» (Київ, 1979).
- Республіканська художня виставка, присвячена XXVI з'їзду КПРС та XXVI з'їзду Компартії України «Ми будуємо комунізм» (Київ, 1981).
- Виставка творів художників РРФСР, УРСР, БРСР, присвячена 1500-річчю міста Києва (Київ, 1982).
- Республіканська художня виставка «60 років Західного Червонопрапорного прикордонного округу» (Київ, 1984).
- Республіканська художня виставка, присвячена 40-річчю звільнення Радянської України від німецько-фашистських загарбників (Київ, 1984).
- Республіканська художня виставка «40 років Великої Перемоги», присвячена перемозі радянського народу у Великій Вітчизняній війні 1941—1945 років (Київ, 1985).
- Республіканська художня виставка «Країна Рад», присвячена 70-річчю Великого Жовтня (Київ, 1987).
- Республіканська художня виставка «Завжди напоготові», присвячена 70-річчю радянської міліції (Київ, 1987).
- Зарубіжна художня виставка «Братство по зброї — братство по крові» (Тарнув, Польща; 1987).
- Республіканська художня виставка «На варті завоювань соціалізму», присвячена 70-річчю Збройних Сил СРСР.
- Республіканська художня виставка «Людина і світ» (Київ, 1987).
- Республіканська художня виставка, присвячена 50-річчю утворення Спілки художників України (Київ, 1988).
- Художня виставка «Барви Полісся» (Свято мистецтв Житомирщини) (Київ, 1995).
- Всеукраїнська художня виставка, присвячена Міжнародному конгресу «Гуманізм без екстремізму та фашизму» (Київ, 1995).
- Виставка скульптури (Житомир, 1995).
- Всеукраїнська художня виставка, присвячена Міжнародному дню Т. Г. Шевченка (Рівне, 1996).
- Всеукраїнська художня виставка «Осінь—99» свячена Міжнародному дню Т. Г. Шевченка (Київ, 1999).
- Зарубіжна художня виставка художників Житомирщини, присвячена 10 річниці Незалежності України (Мінськ, Білорусь; 2001).
- Художня виставка Житомирської, Рівненської обласних організацій Національної спілки художників України «Велика Волинь». (Житомир, 2013—2014)
- Всеукраїнська художня виставка, присвячена Дню художника (Київ, 2016).
- Обласна художня виставка, присвячена Дню художника (Житомир, 2016).
- VII Всеукраїнська виставка «Трієнале скульптури — 2017» (Київ, 2017).
- Обласна художня виставка портрету (Житомир, 2017).
- Обласна художня виставка до Дня художника (Житомир, 2016).
- Всеукраїнська художня виставка, присвячена 80-річчю утворення Спілки художників України (Київ, 2018).
- Всеукраїнський мистецький захід до Дня художника (Київ, 12-18 жовтня 2018).

## Конкурси, у яких брав участь В.О.Таранченка
- Республіканський конкурс на кращий проект пам'ятника встановленню Радянської влади на Україні для Харкова. Девіз «Рубін» (Київ, 1968).
- Закритий конкурс на кращий проект пам'ятника бійцям і командирам 44 дивізії для Житомира (Житомир, 1972).
- Республіканський конкурс на кращий проект пам'ятника героям-широнінцям для с. Таранівка Харківської області (Київ, 1973).
- Республіканський конкурс на кращий проект пам'ятника на ознаменування Возз'єднання українського народу в єдиній Українській державі. Девіз «Граніт» (Київ, 1977).
- Республіканський конкурс на кращий проект пам'ятника героям Малинського партійно-комсомольського підпілля в роки Великої Вітчизняної війни 1941—1943 рр. в Малині Житомирської області. Девіз «Ластівка» (Київ, 1979).
- Обласний конкурс на кращий форпроєкт пам'ятника військовополоненим, розстріляних німецько-фашистськими загарбниками в роки Великої Вітчизняної війни 1941—1943 рр. в с. Довжик Житомирського району (Житомир, 1985)
- Всесоюзний конкурс на пам'ятник громадянам загиблим в результаті аварії на Чорнобильській АЕС для Москви. Девіз «А 38844» (Москва, 1988).
- Республіканський конкурс на кращий форпроєкт пам'ятника жертвам репресій 30-х — 40-х та початку 50-х років для Києва /Биківня/. Девіз «33 37 56» (Київ, 1990).
- Обласний конкурс на кращий форпроєкт пам'ятника до 10-ї річниці Чорнобильської трагедії. Девіз «222» (Житомир, 1996).
- Відкритий обласний конкурс на кращий проект пам'ятника жертвам масових розстрілів громадян в роки Великої Вітчизняної війни 1941—1943 рр. у північно-західному районі Житомира (Богунія). Девіз «Богунія-1» (Житомир, 2000).
- Обласний конкурс на пам'ятний знак «Закоханим» для Новоград-Волинського Житомирської області. Девіз «Квітка» (Житомир, 2001).
- Обласний конкурс на кращий проект символів /прапора і герба/ Житомирської області. Девіз проекту прапора «101». Девіз проекту герба «001» (Житомир, 2002).
- Відкритий обласний конкурс на кращий проект пам'ятного знаку «Жертвам голодомор) в Україні 1932—1933 рр.» для Житомира. Девіз «1121» (Житомир, 2003).
- Відкритий обласний конкурс на кращий проект пам'ятника голові Житомирського облвиконкому В. О. Кременицькому. Індекс «1112111» (Житомир, 2011).
- Відкритий обласний конкурс на кращий проект пам'ятного знаку «Героям Небесної Сотні» в Житомирі (Житомир, 2016).

## Музеї, у яких зберігаються твори скульптора В.О.Таранченка
- Волинський історико-краєзнавчий музей, м. Луцьк.
- Центральний музей комсомолу України, м. Київ.
- Житомирський історико-краєзнавчий музей.
- Яготинський історичний музей. Київська область.
- Житомирський музей пожежної охорони.
- Всеукраїнське товариство «Просвіта» імені Т. Г. Шевченка в Києві.
- Сватівський краєзнавчий музей. Луганська область.
- Музей-кімната Андрушівського цукрового заводу. Житомирська область.
- Шкільний музей Степанівської середньої школи. Житомирська область. Ємільчинський район.
- Дирекція виставок Національної Спілки художників України.
- Національна Спілка письменників України.
- Володимир-Волинський краєзнавчий музей. Волинська область.
- Житомирська обласна державна адміністрація.
- Брестський історико-краєзнавчий музей. Білорусь.
- Житомирське обласне товариство «Просвіта» імені Т. Г. Шевченка.
- Житомирський музей комсомолу України.

## Каталоги
- Каталог скульптора Таранченко В. О. 1978 рік.
- Каталог скульптора Таранченко В. О. 1989 рік.
- Скульптор Михайло Лисенко та його учні. 2006.